# ثورة الشباب اليمنية
 ثورة الشباب اليمنية  أو  ثورة 11 فبراير  هي سلسلة من الاحتجاجات الشعبية اندلعت في اليمن في 27 يناير 2011 منادية بإسقاط منظومة حكم الرئيس علي عبد الله صالح. في 11 فبراير، بدأت الاحتجاجات من جامعة صنعاء بمظاهرات طلابية وآخرى لنشطاء حقوقيين نادت برحيل صالح وتوجهت إلى السفارة التونسية، رافقها اعتقال عدد من الناشطين والمتظاهرين في 23 يناير 2011م،  أعلن صالح أنه لن يرشح نفسه لفترة رئاسية جديدة ولن يورث الحكم لإبنه أحمد، في 2 فبراير ، في بدايات مارس، بدأ الأمن المركزي باستعمال العنف ضد المتظاهرين، وفي 18 مارس، في ما عرف بجمعة الكرامة قتل أكثر من 52 شخص برصاص قناصة، ، حاول الثوار المحافظة على سلمية ثورتهم قدر المستطاع ولم يشكل الطلبة والشباب الذين كانوا لب الاحتجاجات أي ميليشيات مسلحة للتصدي لقوات الأمن المركزي.
وانضم قادة عسكريين للثورة منهم علي محسن الأحمر وخاضت الفرقة الأولى مدرع، اشتباكات متقطعة مع الحرس الجمهوري، وُقع على المبادرة الخليجية في 23 نوفمبر 2011 لحل الأزمة السياسية، عُطل بموجبها الدستور واُعتبرت المبادرة مرجعية دستورية لادارة البلاد، ومُنح الرئيس صالح حصانة من الملاحقة القانونية. تسلم نائب الرئيس صالح عبد ربه منصور هادي الرئاسة بموجب المبادرة الخليجية في 21 فبراير 2012.

## مقدمة
قامت مظاهرات شعبية على غرار الثورة التونسية وزادت حدتها بعد ثورة 25 يناير المصرية خرج المتظاهرون للتنديد بالبطالة والفساد الحكومي وعدد من التعديلات الدستورية التي كان ينويها علي عبد الله صالح، مؤشر التنمية البشرية منخفض جدا في اليمن، إذ تحتل البلاد المرتبة 133 من 169 دولة يشملها التقرير والحكومة يمنية هي أكثر الحكومات فسادا سياسيا وعسكريا واقتصاديا جاء ترتيب اليمن في المرتبة 164 من 182 دولة شملها تقرير الشفافية الدولية لعام 2011 المعني بالفساد، ولا تتجاوزه دول عربية أخرى سوى العراق والصومال حكم علي عبد الله صالح اليمن لمدة 33 سنة وأستأثر أقاربه وأبناء منطقته بمناصب مهمة وحساسة في الدولة
بدأت الاحتجاجات من جامعة صنعاء يوم السبت 15 يناير 2011م بمظاهرات طلابية وآخرى لنشطاء حقوقيين نادت برحيل صالح وتوجهت إلى السفارة التونسية، رافقها اعتقال عدد من الناشطين والمتظاهرين في 23 يناير 2011م. في خطاب للرئيس في 24 يناير قال فيه «أن اليمن ليست تونس»، خرج ما يقارب 16,000 متظاهر في 27 يناير 2011 تنديدا بالأوضاع الاقتصادية والسياسية للبلاد وأعلن صالح أنه لن يرشح نفسه لفترة رئاسية جديدة ولن يورث الحكم لإبنه أحمد، في 2 فبراير  تظاهر 20,000 شخص في الميادين العامة مطالبة بتنحي صالح دون شروط في بدايات شهر مارس، بدأ الأمن المركزي باستعمال العنف ضد المتظاهرين، فقتل ثلاثة أشخاص في صنعاء وشخص فيالمكلا وفي 18 مارس، في ما سمي بجمعة الكرامة قتل أكثر من 52 شخص برصاص قناصة ورغم أن اليمن من أكثر بلدان العالم تسلحا، حاول الثوار المحافظة على سلمية ثورتهم قدر المستطاع ولم يشكل الطلبة والشباب الذين كانوا لب الاحتجاجات أي ميليشيات مسلحة للتصدي لقوات الأمن المركزي.

صورة العام لمتظاهر يمني مصاب بعدسة صاموئيل آراندا لصحيفة النيويورك تايمز

تأكدت هيومن رايتس ووتش من مقتل 270 متظاهراً وماراً في الفترة من فبراير حتى ديسمبر 2011 في هجمات للأمن اليمني ومعتدين موالين للحكومة، أثناء المظاهرات المعارضة لصالح، وقد أصيب الآلاف. حتى مع استمرار الطابع السلمي للمظاهرات في الأغلب الأعم، فقد اندلعت مصادمات مسلحة في مايو2011 بين القوات الحكومية ومقاتلي المعارضة من نخب يمنية تسعى للسلطة (معركة صنعاء (2011)). ارتقت هذه المصادمات إلى مستوى النزاع المسلح غير الدولي، وقُتل فيها العديد من المدنيين، ويبدو أن الكثيرين منهم سقطوا جراء هجمات عشوائية في خرق للقانون الدولي الإنساني (قوانين الحرب).
في 23 نوفمبر، وسط دعوات داخلية وإقليمية ودولية لصالح بالتنحي، وقّع الرئيس اليمني على اتفاق برعاية مجلس التعاون الخليجي وبدعم من مجلس الأمن والولايات المتحدة والاتحاد الأوروبي، بأن ينقل السلطة لنائب الرئيس عبد ربه منصور هادي، على امتداد ثلاثة شهور. وفي المقابل وعد الاتفاق صالح ومساعديه بالحصانة من الملاحقة على الجرائم المرتكبة أثناء رئاسته. كانت عضوية وزارة الوحدة الوطنية موزعة بالتساوي تقريباً بين حزب المؤتمر الشعبي العام الموالي لصالح وحلفائه والمعارضة السياسية.
في 21 يناير 2012 منح البرلمان اليمني حصانة كاملة لصالح وحصانة من الملاحقة القضائية على أية جرائم «سياسية»، باستثناء الأعمال الإرهابية لكل من خدموا معه على مدار رئاسته التي دامت 33 عاماً – وهي صياغة فضفاضة للغاية. يخرق قانون الحصانة التزامات اليمن بموجب القانون الدولي الخاصة بمقاضاة المسؤولين عن انتهاكات حقوق الإنسان الجسيمة. في 21 فبراير صوت اليمنيون على انتخاب عبد ربه منصور هادي – وهو المرشح الوحيد – رئيساً انتقالياً لمدة عامين.
وبموجب «آلية التنفيذ» التي تسهم في تيسيرها الأمم المتحدة، والتي تعتبر دليلاً إرشادياً للمرحلة الانتقالية، من المقرر أن تقوم حكومة هادي بإخضاع قوات الأمن – وبينها تلك التي يديرها أقارب للرئيس السابق صالح – للقيادة المدنية (هيكلة الجيش اليمني)، وإصدار قانون للعدالة الانتقالية، وصياغة دستور جديد، وإصلاح النظم الانتخابية والقضائية، وعقد انتخابات عامة في عام 2014. كما أنه من المقرر أن تنظم الحكومة مؤتمراً للحوار الوطني للبحث في شكاوى ومظالم مختلف الجماعات، بما في ذلك المتمردين الحوثيين شمالاً وأهل الجنوب.
قاوم الموالون للرئيس السابق صالح – الذي بقي رئيس حزب المؤتمر الشعبي العام –الإجراءات الانتقالية، باللجوء إلى العنف. في يونيو 2012 أصدر مجلس الأمن القرار 2051 يهدد فيه بعقوبات على من يقوضون المرحلة الانتقالية. ووجهت له اتهامات من الأمم المتحدة وعدد من السفارات الغربية بمحاولة عرقلة الفترة الانتقالية هو وأبنائه وأقاربه  وفي ديسمبر 2012 أبعد الرئيس هادي العميد يحيى صالح نجل شقيق الرئيس السابق من منصبه كرئيس لأركان الأمن المركزي. كما ألغى الحرس الجمهوري اليمني وأبعد العميد أحمد علي صالح نجل الرئيس السابق من منصب قائد تلك الوحدة.
في الوقت نفسه ألغى الرئيس هادي الفرقة الأولى مدرع ونحّى قائدها، اللواء علي محسن الأحمر، الذي كان قد انشق بقواته منضماً إلى صف المتظاهرين إثر هجوم 18 مارس 2011. ويعد اللواء الأحمر غريماً قديماً للواء أحمد علي صالح وهو مقرب من التجمع اليمني للإصلاح، أكبر حزب معارض في البلاد، والذي يُشار إليه عادة باسم «الإصلاح». إلا أنه كان من المتوقع أن يعرض الرئيس هادي على اللواء أحمد علي صالح واللواء علي محسن الأحمر مناصب عسكرية جديدة.
هدأت المظاهرات التي استمرت سنة وشهرا كاملا وقتل فيها 2,000 و 22,000 جرح وسجن 1,000 متظاهر وتعرض للتعذيب ولا زالت بعض الاحتجاجات والاعتصامات مستمرة التي ترى أنه لم يتم تحقيق مطالب الثورة بعد، ونسب تمثيلهم ضئيلة في الحوار الوطني اليمني وأن الأحزاب المعارضة ركبت ثورتهم ورددوا شعارات مناهضة للسعودية وإيران على حد سواء وبالذات من قبل سكان منطقة تعز حيث نسبة التعليم والتمدن أعلى من مناطق يمنية أخرى 

## أسباب الثورة

### الأسباب غير المباشرة
- سوء الأوضاع السياسية:

والمطالبة بالإصلاح السياسي والدستوري وتحقيق الديمقراطية. بالإضافة إلى تشبث الحزب الحاكم في السلطة فالرئيس علي عبد الله صالح يحكم البلاد منذ عام 1978 م. كما ظهرت مؤخراً مخاوف من توريث الحكم من بعده لنجله أحمد.
- سوء الأوضاع الاقتصادية والاجتماعية:

كانتشار الفساد والبطالة والفقر خاصة بعد جهود قمع التمرد في الجنوب. حيث تبلغ نسبة البطالة 35% على الأقل. وتشير مصادر الأمم المتحدة إلى أن 31.5% من السكان يفتقرون إلى «الأمن الغذائي» بينما 12% منهم يعانون من «نقص غذائي حاد». ويعيش نحو 40% من سكان البلاد البالغ عددهم 23 مليون شخص تحت خط الفقر (أقل من دولارين في اليوم الواحد).
- أقارب الرئيس:

كثرت المطالب الشعبية بتنحية جميع أقارب الرئيس علي عبد الله صالح من المناصب القيادية بالمؤسسة العسكرية والأمنية والحكومية. وتأخذ أحزاب المعارضة على الرئيس تعيين 22 شخصا من أبنائه وأقاربه ومن سكان قريته سنحان في مراكز قيادية مهمة في الجيش والأمن، منها الحرس الخاص والحرس الجمهوري والقوات الجوية والبحرية والبرية والدفاع الجوي والفرقة أولى مدرعة وحرس الحدود إلى جانب الأمن المركزي والأمن القومي وقيادة المعسكرات والمناصب الإدارية. ومن بينهم ابنه الأكبر أحمد في قيادة الحرس الجمهوري والقوات الخاصة، وأبناء إخوته يحيى محمد وطارق محمد وعمار محمد في مناصب رئيس الأركان قوات الأمن المركزي، وقيادة الحرس الخاص ووكالة جهاز الأمن القومي، إضافة إلى ابن أخيه توفيق صالح في منصب مدير شركة التبغ والكبريت الوطنية.
- هذه قائمة بأسماء العائلة الحاكمة في اليمن والمناصب التي يتقلدونها خلال هذه الثورة: اضـغـط هـنـا...
- ثروة الرئيس علي عبد الله صالح:

ذكرت تقديرات أجنبية عن أن ثروة الرئيس صالح -بمفرده من غير عائلته- بأنها تتفاوت بين 40 و50 مليار دولار موزعة على شكل أرصدة بنكية خاصة واستثمارات متنوعة وقصور فارهة ومنتجعات وشاليهات سياحية في مختلف دول العالم وأسهم في شركات سيارات عالمية.

### الأسباب المباشرة
- قيام الثورة الشعبية التونسية:

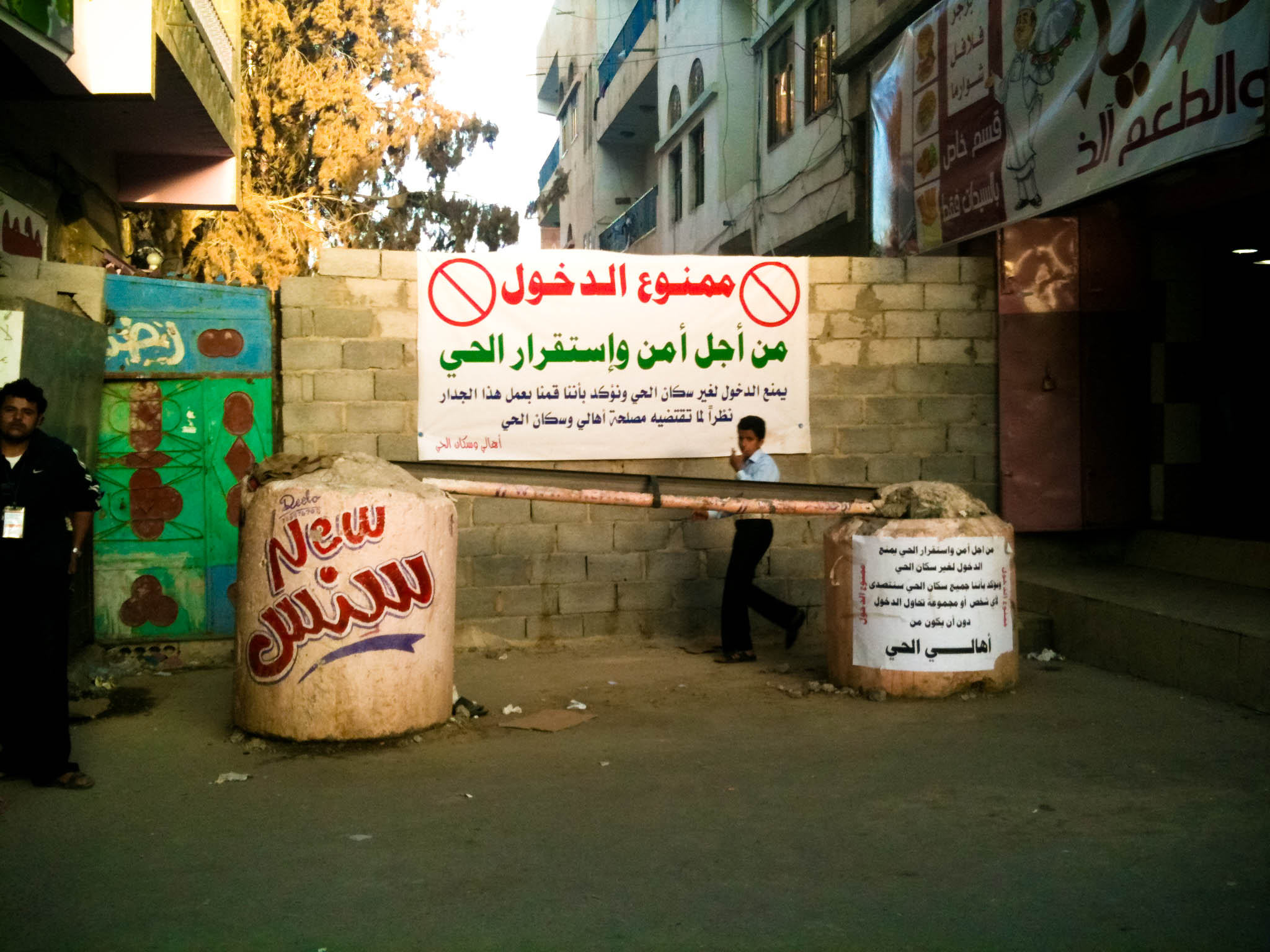
جدرا في أحد شوارع ساحة التغيير علقت عليه لوحة تمنع المتظاهرين من دخول هذا الشارع (26 فبراير 2011)

اندلعت الثورة الشعبية في تونس في 18 ديسمبر عام 2010 (أي قبل حوالي 53 يوم من انطلاق ثورة الشباب اليمنية) احتجاجًا على الأوضاع الاجتماعية والاقتصادية والسياسية السيئة وتضامنًا معمحمد البوعزيزي الذي أضرم النار في نفسه، واستطاعت هذه الثورة في أقل من شهر الإطاحة بالرئيس التونسيزين العابدين بن علي (الذي حكم البلاد لمدة 23 سنة بقبضةٍ حديدية). هذا النجاح الذي حققته الثورة الشعبية التونسية.
- قيام ثورة 25 يناير المصرية:

اندلاع ثورة 25 يناير في مصر والتي تأثرت بالثورة الشعبية التونسية. واستطاعت هذه الثورة في 11/2/2011 م إسقاط أقوى الأنظمة العربية وهو نظام حسني مبارك خلال 18 يوماً من اندلاعها.
هذا النجاح الذي حققته هاتين الثورتين أظهر أن قوة الشعب العربي تكمن في تظاهره وخروجه إلى الشارع، وأن الجيش هو قوة مساندة للشعب وليس أداة لدى الأنظمة لقمع الشعب. كما أضاءت تلك الثورة الأمل لدى الشعب العربي بقدرته على تغيير الأنظمة الجاثمة عليه وتحقيق تطلعاته.

## الخط الزمني

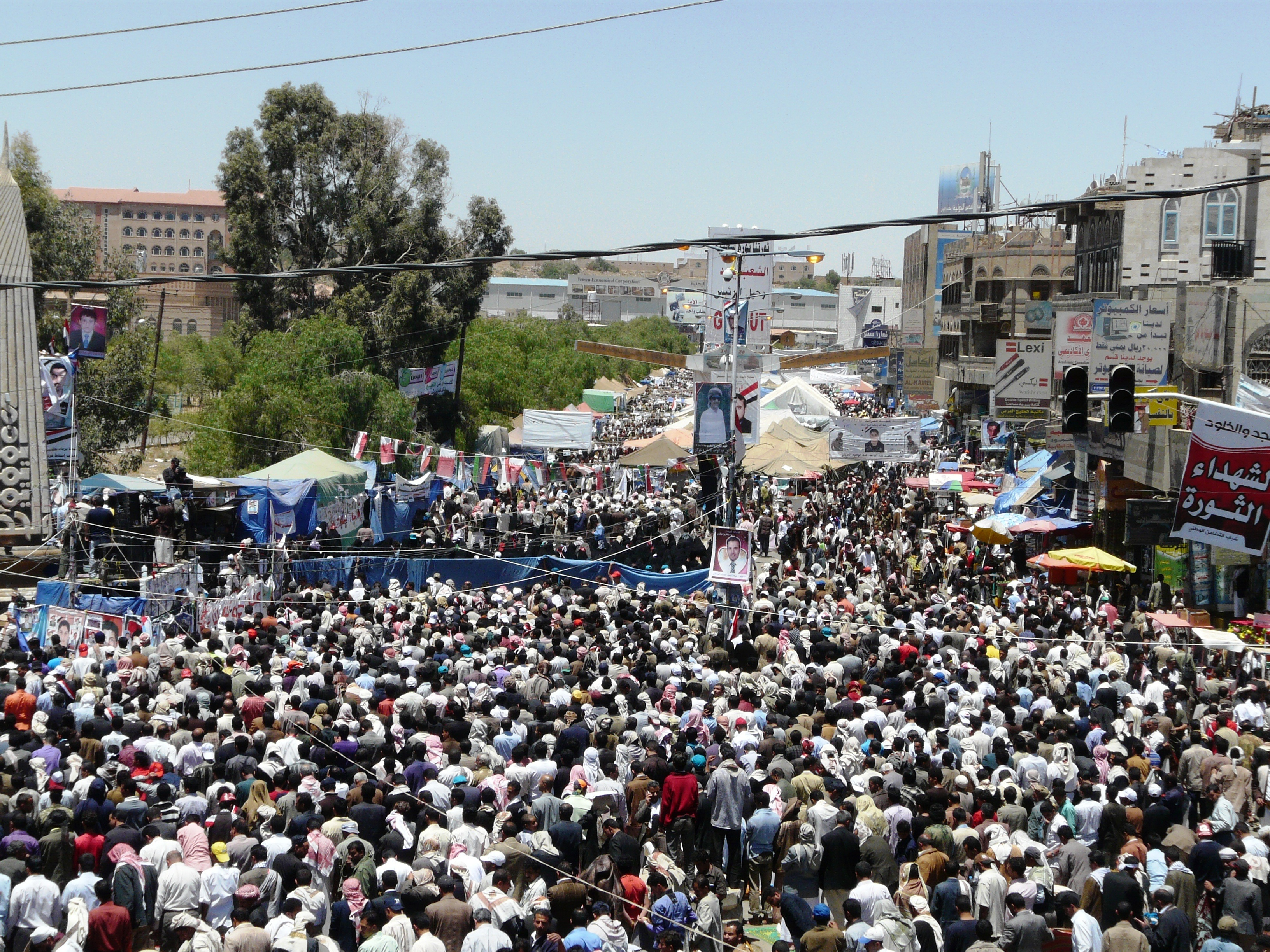
مشاهد يومية للمظاهرات المطالبة برحيل النظام في صنعاء، ومحافظات يمنية عديدة.

- لمتابعة الأحداث اليومية لهذه الثورة منذ بدايتها راجع الخط الزمني لثورة الشباب اليمنية.

### فبراير 2011

#### إعلان الثاني من فبراير

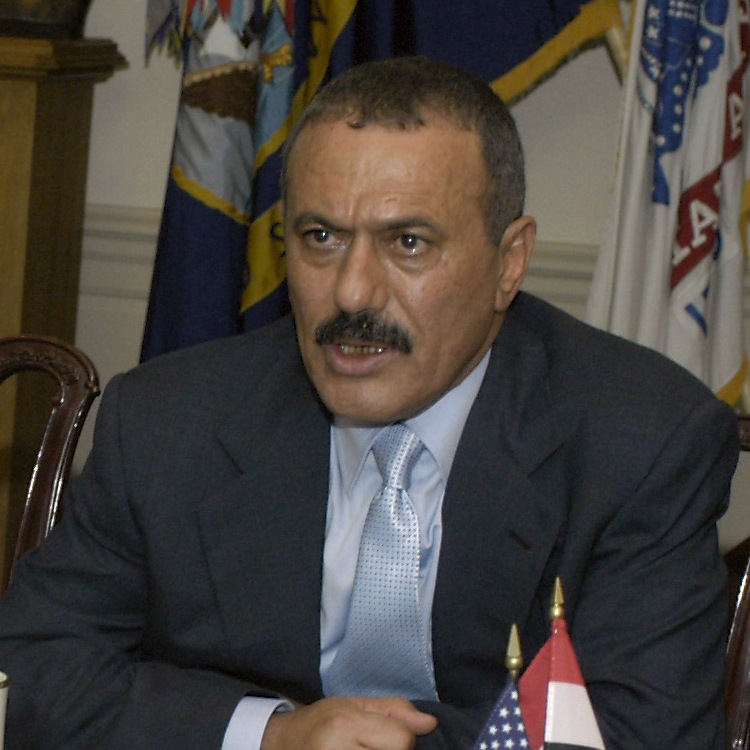
علي عبد الله صالح, رئيس اليمن لـمدة 33 عامًا متواصلة

- الأربعاء 2 فبراير 2011 (قبل بدء الاحتجاجات): قدَّم الرئيس اليمني علي عبد الله صالح تنازلات كبيرة للمعارضة أمام البرلمان في جلسة استثنائية عقدها مجلسا الشعب والشورى قبيل انطلاق مظاهرة كبيرة في
صنعاء أطلق عليها «مظاهرة يوم الغضب». وقال في الكلمة التي ألقاها: «لا للتمديد، لا للتوريث، ولا لإعادة عقارب الساعة إلى الوراء»، داعياً المعارضة إلى العودة للحوار والمشاركة في حكومة وحدة وطنية. وأعلن الرئيس اليمني أنه:
- لن يسعى لفترة ولاية جديدة بعد انتهاء ولايته الحالية عام 2013 م. (يذكر أن الرئيس صالح يحكم اليمن منذ عام 1978 م وعندما تحققت الوحدة بين شطري اليمن عام 1990 م، تولى منصب رئيس اليمن الموحد).
- كما تعهد الرئيس اليمني بعدم تسليم مقاليد الحكم لابنه أحمد علي عبد الله صالح بعد انتهاء فترة ولايته.[45]
- أعلن الرئيس عن تجميد التعديلات الدستورية الأخيرة، وتأجيل الانتخابات النيابية التي كانت مقررة في أبريل/نيسان القادم للإعداد لتعديلات دستورية تمهد لإصلاحات سياسية وانتخابية. وهذه النقاط كانت مثار خلافات حادة مع المعارضة طوال الأشهر الماضية.
- كما دعا الرئيس اليمني المعارضة إلى تشكيل حكومة وحدة وطنية.
- وكشف عن برامج حكومية للحد من الفقر وتوفير فرص عمل لخريجي الجامعات وفتح باب الاكتتاب أمام المواطنين في عدد من المؤسسات الاقتصادية العامة.
- كما كشف الرئيس في خطابه عن توسيع صلاحيات الحكم المحلي وانتخاب المحافظين ومدراء المديريات بشكل ديمقراطي.[46]

### مارس 2011

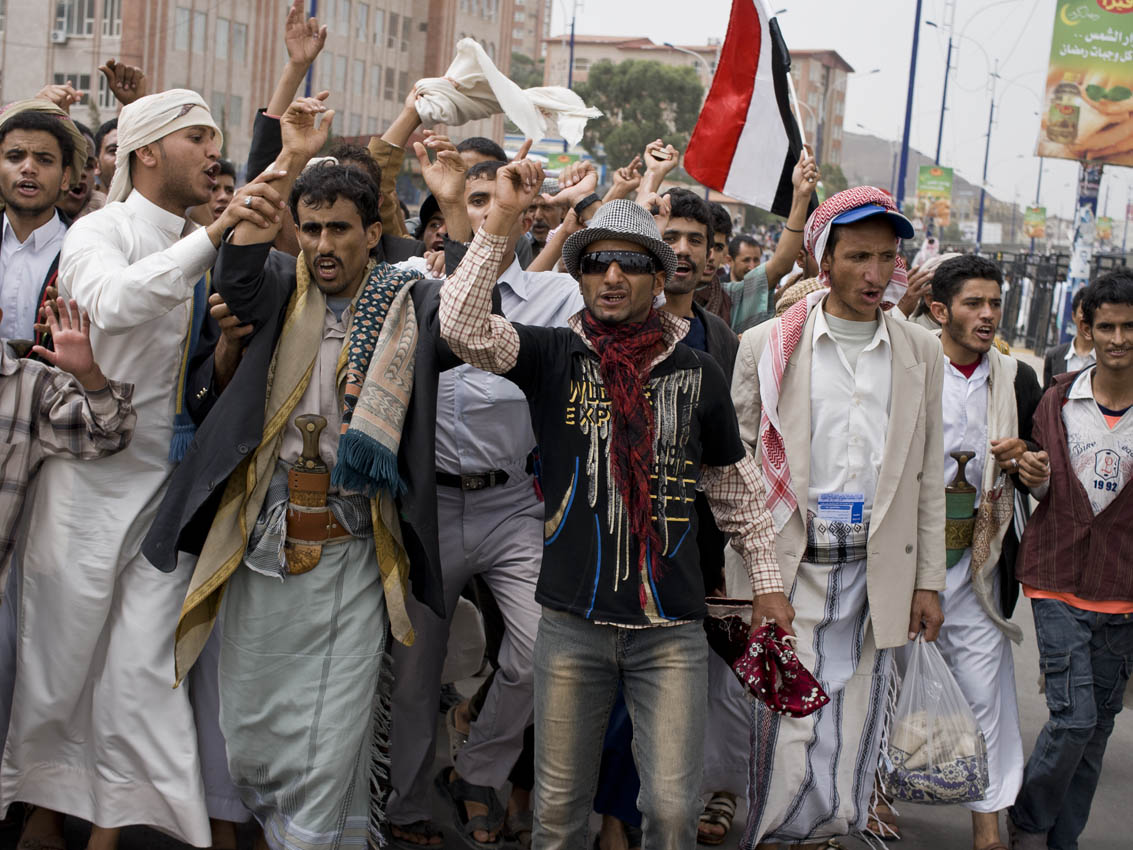
في الأول من رمضان يوم الثلاثاء مسيرة تسير على شوارع صنعاء

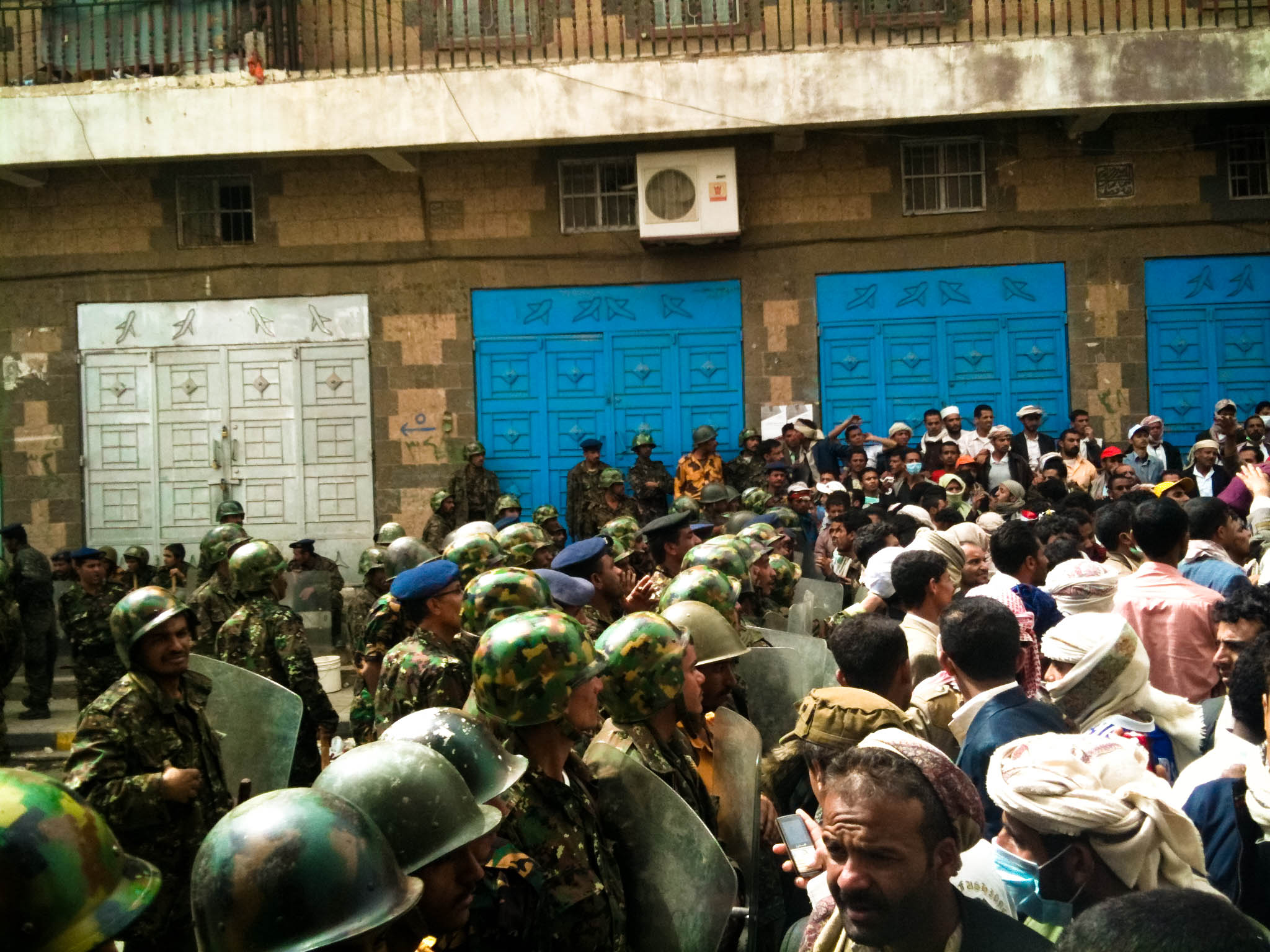
الأمن والمتظاهرين في ساحة التغيير 12 مارس 2011

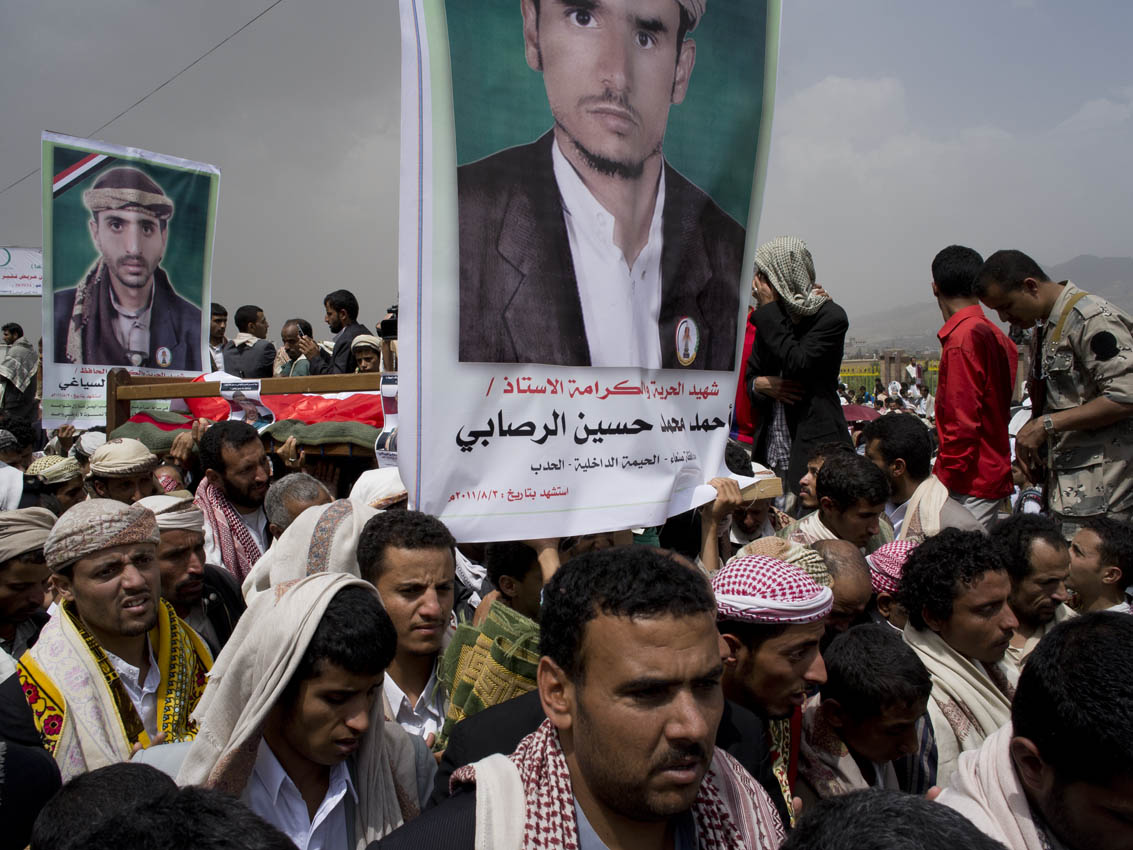
صور لجنازات شهداء الثورة

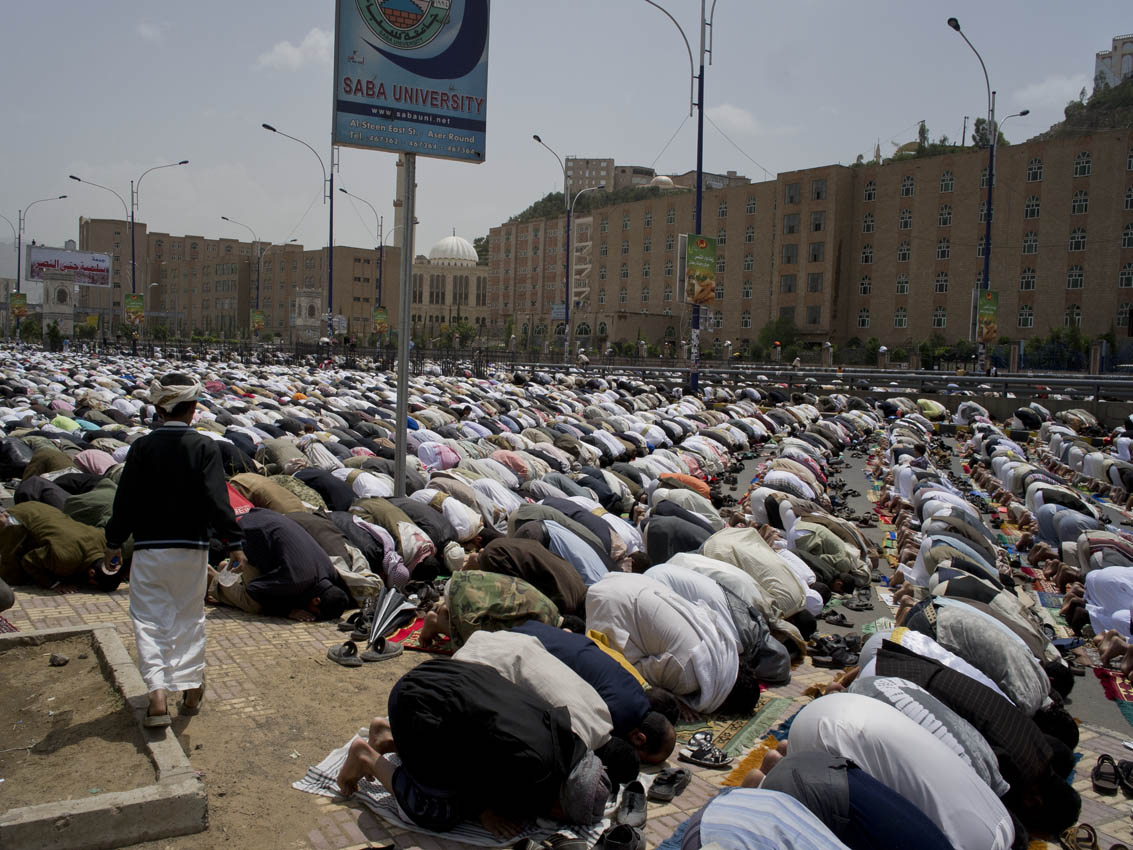
المتظاهرون في صلاة الجمعة بشارع الستين بصنعاء

#### مبادرة الرئيس
في يوم الخميس 10 مارس 2011 : أعلن الرئيس اليمني علي عبد الله صالح أثناء افتتاحه أعمال المؤتمر الوطني اليوم عن مبادرة لحل الأزمة السياسية في البلاد تدعو إلى الانتقال من النظام الرئاسي إلى نظام برلماني، والاستفتاء على دستور جديد للبلاد، وتوسيع نظام الحكم المحلي كخطوة أولى نحو الفدرالية. وقال صالح أن المبادرة تقضي بتشكيل لجنة من مجلسي النواب والشورى والفعاليات الوطنية لإعداد دستور جديد يقوم بالفصل بين السلطات بحيث يستفتى عليه نهاية العام 2011 م. وأضاف أنه رغم اقتناعه بأن أحزاب المعارضة واللقاء المشترك سترفض هذه المبادرة كما رفضت مبادرات سابقة فإنه سيقدمها إبراء للذمة. وتنص مبادرة الرئيس على الانتقال إلى النظام البرلماني بحيث تنتقل كافة الصلاحيات التنفيذية إلى الحكومة المنتخبة برلمانيا نهاية عام 2011 م وبداية 2012 م، وتنتقل كل الصلاحيات إلى الحكومة البرلمانية.

#### تغيير مدراء الأمن
في يوم الثلاثاء 15 مارس 2011 : في محاولة لامتصاص الغضب الجماهيري أصدرت السلطات اليمنية اليوم قرارات تقضي بتغيير مدراء الأمن في ثلاث محافظات. وقضت التعيينات بتولي العميد غازي أحمد علي محسن إدارة الأمن في محافظة عدن خلفا للعميد عبد الله عبده قيران الذي عين مديرا لأمن محافظة إب فيما عين العميد علي العمري -مساعد مدير أمن تعز الأسبق- مديرا لأمن محافظة الضالع خلفا للعميد غازي. ولاقت هذه التغييرات استياء واسعا في المحافظات الثلاث، نظرا لأنها لم تلب طلبات المعتصمين في تلك المحافظات الذين أعلنوا أنهم لن يقبلوا بحلول ترقيعية وأن مطلبهم واضح، وهو إسقاط النظام ورحيل الرئيس صالح.

#### مجزرة جمعة الكرامة
في 18 مارس 2011 نظّم عشرات الآلاف من المتظاهرين اليمنيين مظاهرة أطلقوا عليها اسم «جمعة الكرامة». وكانت تلك هي أكبر مسيرة تشهدها ساحة التغيير، وهي مخيم التظاهر والاعتصام مترامي الأطراف في العاصمة صنعاء.
وقعت المجزرة بالطرف الجنوبي من ساحة التغيير، الذي كان وقتها ساحة للمتظاهرين المعارضين لعلي عبد الله صالح. مع انتهاء عشرات الآلاف من المتظاهرين من صلاة الظهر، بدأ مسلحون ملثمون في إطلاق النار عليهم من الشارع، ومن فوق الأشجار، ومن أسطح المنازل، بما فيها منزل محافظ المحويت.
في الأيام السابقة على إطلاق النار كان سكان المنطقة والموالون لصالح قد أقاموا جداراً حجرياً بارتفاع 2,5 متراً بين المتظاهرين والمسلحين، ثم أغرقوه بالبنزين وأضرموا فيه النيران مع بدء الهجوم، مما نشر سحبالدخان التي أخفت مطلقي النيران وحاصرت المتظاهرين، كان كل القتلى والجرحى تقريباً من المتظاهرين المصابين بالرصاص. وقد أصيب معظم القتلى في الصدر أو الرأس، وقفت قوات الأمن المركزي، التي كانت مسلحة بالعصي ومدفع مائي فقط، وقفت تتفرج بينما كان بعض المسلحين الموالين للحكومة ظاهرين للعيان، انسحب بعض المسلحين عبر طابور لقوات الأمن المركزي دون أن يستوقفهم أحد، كما قال اثنان من الشهود لـ هيومن رايتس ووتش.
بدأ بعض المتظاهرين في عملية نقل الجثامين، ملفوفة في بطانيات، إلى عيادة ميدانية في ساحة التغيير، ثم يعودون بالبطانيات وقد امتلأت بالحجارة لرميها على المسلحين. وبعد إطلاق النار على المتظاهرين وقعت اشتباكات تركزت في محيط ساحة التغيير، وخصوصا شارع الرباط وشارع عشرين وجولة المركز الطبي الإيراني بين المتظاهرين وقوات الأمن المركزي. كما نشبت مواجهات بين المتظاهرين وقوات الأمن المركزي أمام حي الجامعة القديمة، حيث استخدمت قوات الأمن الرصاص الحي وعربات المياه الساخنة وقنابل الغاز، وشوهدت خمس سيارات إسعاف تنقل الجرحى.
على مدار ثلاث ساعات، قتل المسلحون ما لا يقل عن 45 متظاهراً وأصابوا نحو 200 آخرين، طبقاً لمسؤولين طبيين عند مسرح الأحداث وأقارب الضحايا ومحامين قابلتهم جميعاً هيومن رايتس ووتش. ترى هيومن رايتس ووتش أن عدد القتلى قد يصل إلى 52 قتيلاً إذا أضفنا من ماتوا على مدار الأيام التالية متأثرين بالإصابات. ورد في بيان اتهام النيابة 43 متظاهراً قتيلاً و127 آخرين مصابين.
جميع من قُتلوا ونحو 40 ممن أصيبوا، تعرضوا لطلقات أسلحة نصف آلية في الرأس والصدر ومناطق أخرى من نصف الجسد العلوي، فيما وصفه مسؤولون طبيون ومحامون ومتظاهرون بأنه عمل رماة مُدربين مهرة يقصدون القتل.
في ذلك الوقت، كان المستشفى الميداني في ساحة التغيير داخل مسجد، ليس أكثر من عيادة ميدانية صغيرة. خلال دقائق أصبح المسعفون بلا حول ولا قوة إزاء هذه المجزرة. خلال نصف ساعة من توافد أول الضحايا، راح المستشفى يرسل استغاثات للتبرع بالدم. أجرى الأطباء 27 جراحة عصر ذلك اليوم، رغم أن المستشفى لم يكن به أكثر من ثلاثة أطباء، على حد قول رئيسة تمريض بالمستشفى الميداني لـ هيومن رايتس ووتش.
بعد أن حطم المعتصمون الجدار، بدأت موجات منهم تعبر إلى المنطقة التي يطلق منها المسلحون النار وداهموا بيت ممحافظ محافظة المحويت وبنايات قريبة بحثاً عن المعتدين، رغم استمرار الرصاص. داهم المتظاهرون بيت المحافظ وأشعلوا فيه النار. صادروا عدة بنادق آلية وعبوات رصاص من المباني، طبقاً لشهادات شهود وطبقاً لمقابلات أجرتهاهيومن رايتس ووتش. وأسروا ما لا يقل عن 14 من المسلحين المزعومين وغيرهم من المشتبه بهم، وضربوهم بوحشية، قامت لجنة أمنية في ساحة التغيير باستجواب المشتبه بهم وبعد ساعة سلمتهم إلى الفرقة الأولى مدرع للجيش اليمني، على بعد نحو كيلومتر. ورد اسم أربعة من الـ14 مشتبه به الأصليين في لائحة الاتهام، وتم الإفراج عن الباقين. فيما قال المعتصمون للإعلام إن خمسة من المشتبه في كونهم مسلحين كانت معهم أوراق هوية حكومية.
ثبت أن مذبحة جمعة الكرامة هي الهجوم الأكثر دموية على المتظاهرين في انتفاضة اليمن التي استمرت عاماً. على مدار ثلاث ساعات، قتل مسلحون ما لا يقل عن 45 متظاهراً – أغلبهم من الطلبة الجامعيين ومنهم ثلاثة أطفال –وأصابوا 200 آخرين في حين لم تبذل قوات الأمن جهداً جاداً لوقف المذبحة. أضاف الغضب الذي تسببت فيه أعمال القتل هذه إلى زخم حركة الاحتجاج، التي أجبرت الرئيس علي عبد الله صالح في فبراير 2012 على التنحي عن منصبه.
أشارت هيومن رايتس ووتش إلى أن وجود مؤشرات على أن عددا من كبار المسؤولين السابقين والحاليين بالحكومة لعبوا دوراً في المذبحة ثم لم يتم اتهامهم بشيء. بدأت محاكمة ضد القتلة المزعومين في سبتمبر 2012 لكن توقفت بعد أن طلب محامو الضحايا اتهام بعض كبار المسؤولين. هذا فضلاً عن قيام الرئيس السابق علي عبد الله صالح بإنهاء عمل النائب العام السابق عبد الله العلفي بعد ستة أسابيع من أعمال القتل، عندما طلب العلفي إحالة المشتبه بهم الأساسيين إلى الاستجواب، وبينهم مسؤولون حكوميون.
ما زال أكثر من نصف المدعى عليهم الـ 78 المتهمين بأعمال القتل، غير خاضعين للاحتجاز ويُحاكمون غيابياً في محكمة غرب أمانة العاصمة صنعاء الابتدائية. يقول محامو الضحايا بأن السلطات لم تبذل جهداً لضبطهم، رغم الأوامر المتكررة بضبط المتهمين الصادرة عن قاضي المحاكمة. ومن بين الهاربين من العدالة الشخصان اللذان يعتبران العقل المدبر للهجوم، وهما ابنا محافظ محافظة المحويت الموالي لصالح وقياديان بجهاز الأمن، بل إن وزير العدل أعلن في الذكرى السنوية الأولى لأعمال القتل أن «الجناة الحقيقيون هربوا وليس في السجن غير المتواطئين والمساندين».
تعد أعمال القتل التي شهدتها جمعة الكرامة نقطة تحول في مسار حركة الاحتجاج التي دفعت بإنهاء حُكم الرئيسعلي عبد الله صالح الذي دام 33 عاماً، وقد دفعت العشرات من المسؤولين الحكوميين والدبلوماسيين إلى الانشقاق والانضمام إلى جانب المعتصمين. كانت هذه المذبحة المفجعة وعدد القتلى الكثيرين الذين وقعوا فيها رمزاً لرد الفعل الغاشم على الانتفاضة اليمنية، والتي قام فيها عناصر القوات الحكومية والأفراد الموالين للحكومة – بالتنسيق مع القوات الحكومية عادة – بقتل ما لا يقل عن 270 متظاهراً وإصابة آلاف غيرهم على مدار 12 شهراً قبل أن يتنحى صالح عن السلطة. فيما بعد أطلق المتظاهرون على موقع الهجوم اسم ساحة الشهداء وحولوه إلى ما يشبه المزار، تحفه صور القتلى.

### حالة الطوائ وإقالة الحكومة
أعلن الرئيس صالح حالة الطوارئ ليلة الهجوم، أمر أيضاً العامة بعدم حمل الأسلحة في العاصمة صنعاء. بعد خمسة أيام في تاريخ 23 مارس 2011 وافق البرلمان على حالة الطوارئ، التي أتاحت الرقابة على الإعلام ومنعت التظاهر وأعطت قوات الأمن سلطات موسعة بتوقيف واحتجاز المشتبهين دون عملية قضائية. المعارضة اليمنية والنواب المستقلين والمستقيلين من الحزب الحاكم طعنوا في شرعية حالة الطوارئ بسبب عدم وجود قانون طوارئ في دستور اليمنوبسبب عدم اكتمال النصاب في أعداد النواب، الجدير بالذكر أن القانون الذي استند إليه التصويت يعود إلى زمن جمهورية اليمن الشمالي الذي يعود 1963 فيما قبل الوحدة مع الجنوب سنة 1990، وهذا كما يذكر بعض المعارضين أنه نسف للوحدة اليمنية بالاستناد على قانون قبل الوحدة.

#### قصف أرحب
شهدت منطقة أرحب شمال العاصمة صنعاء منذ شهر مارس 2011 م، أثناء ثورة الشباب اليمنية قتالاً عنيفاً بين قوات الحرس الجمهوري وبين مسلحي قبائل أرحب ونهم وبني جرموز المؤيدين للثورة. وقال الناطق باسم قبائل أرحب ونهم محمد مبخوت العرشاني للجزيرة إن قوات الحرس الجمهوري تقصف منازل المواطنين في قرى مديرية أرحب وبني جرموز، وتستخدم في قصفها قذائف الدبابات ومدافع الهاوزر والهاون عيار 160 وصواريخ الكاتيوشا.

### أبريل 2011

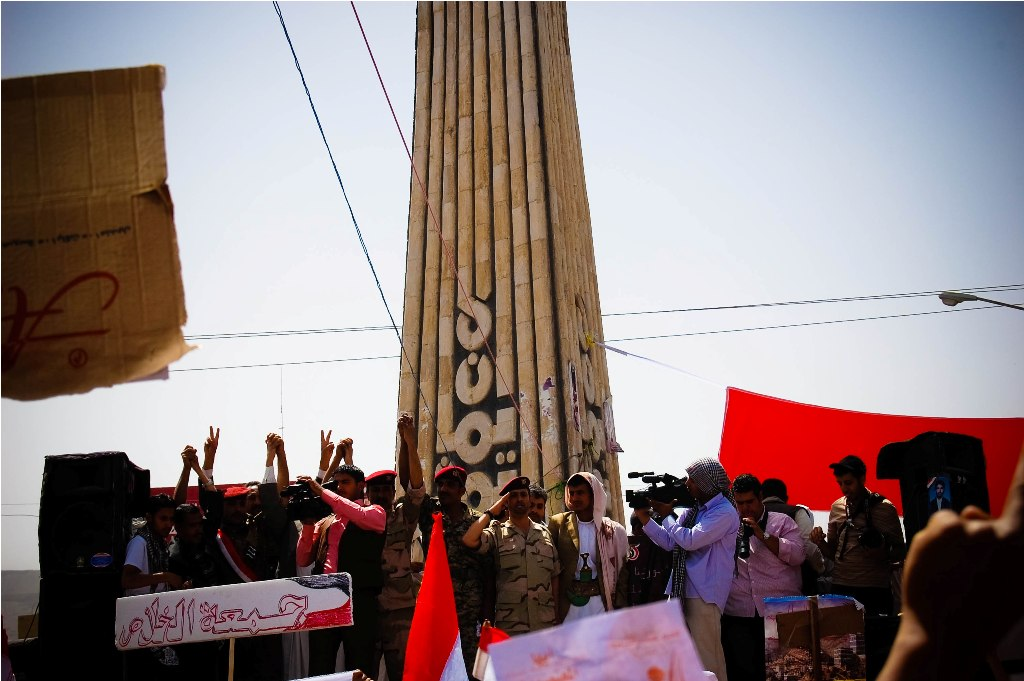
عسكريون يمنيون مؤيدون للثورة في منصة ساحة التغيير 1 أبريل 2011

#### مسيرة ملعب الثورة
خرج مئات الآلاف عصر يوم 27 أبريل في مسيرة حاشدة رفضا للمبادرة الخليجية وللمطالبة برحيل صالح الفوري عن السلطة، وقد انطلقت المسيرة من ساحة التغيير بصنعاء باتجاه شارع عمران، مرورا بمبنى التلفزيون ومبنى مجلس الشورى، حيث كانت في طريقها للعودة من شارع الحصبة إلى ساحة التغيير مرة أخرى. لكن البلاطجة وقوات أمنية تتمركز داخل صالة الثورة الرياضية اعترضت المسيرة حينما مرت قرب الصالة وباشرت بإطلاق الرصاص الكثيف مما أدى إلى مقتل 13 شخصا وإصابة 210 آخرين عشرة منهم في حال الخطر.
وأشار الشهود للجزيرة نت إلى أن مجاميع مسلحة من مؤيدي الرئيس صالح كانت تتمترس داخل مخيمات كبيرة في مبنى اللجنة الأولمبية وملعب الثورة الرياضي، إلى جانب أطقم عسكرية من النجدة والحرس الجمهوري، وأنهم انهالوا على المتظاهرين بالرصاص الحي، وأضاف الشهود أن أطقما عسكرية شاركت في إطلاق النار من رشاشاتها المضادة للطائرات. وأفادت مصادر من شباب الثورة اختطاف نحو 80 جريحا ومتظاهرا بأيدي قوات الأمن والمسلحين، وأنهم محتجزون حتى الآن داخل مبنى الملعب الرياضي واللجنة الأولمبية، وناشد شباب الثورة منظمات حقوق الإنسان والجهات المعنية سرعة التدخل لإطلاق سراح المختطفين.

### مايو2011

#### إحراق ساحة الحرية بتعز
معركة تعز بدأت خلال ثورة الشباب اليمنية في 2011 بين القوات الموالية للرئيس علي عبد الله صالحوالمعارضة، مدعومة ببعض رجال القبائل المسلحين والجنود المنظمين للثورة في مدينة تعز.
أعتصم المتظاهرين في الساحة الرئيسية في المدينة منذ بدء الانتفاضة ضد حكم الرئيس صالح والذي أطلق عليه المتظاهرين اسم ميدان الحرية. كانت المظاهرات سلمية معظمها. ومع ذلك، تغيرت في 29 مايو، عندما بدأ الجيش عملية لسحق الاحتجاجات وإخراج المتظاهرين من اعتصامهم في ميدان الحرية. أطلقت القوات الذخيرة الحية على المتظاهرين ورشتهم بخراطيم المياه وقامت بأحراق خيامهم واخلاء الساحة بالجرافات التي دهست بعض من المعتصمين. ووصفت المعارضة الحادثة كمذبحة.

#### حرب الحصبة

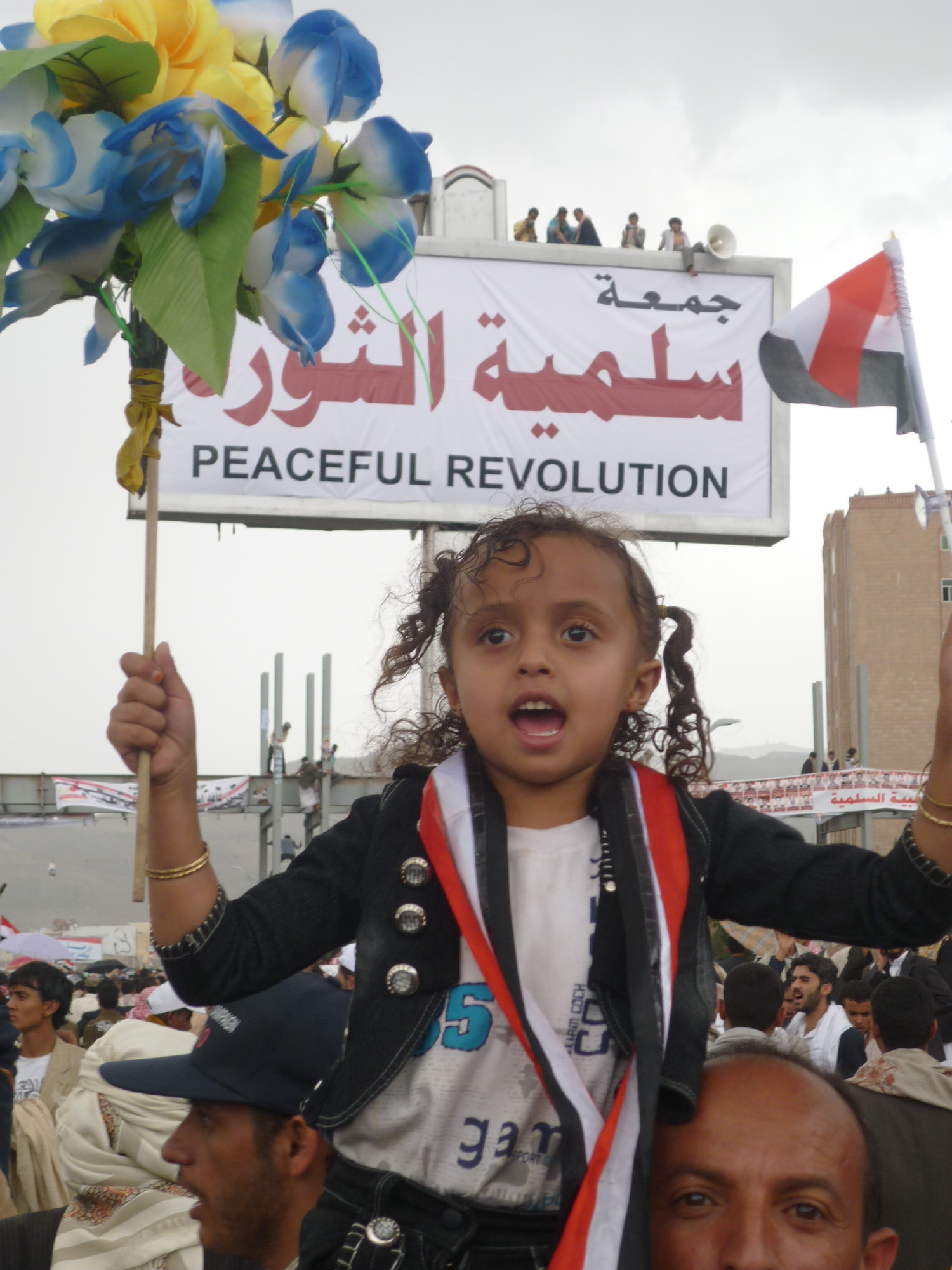
فتاة يمنية تحمل علم اليمن والزهور في شارع الستين بصنعاء في 27 مايو 2012

أعلن الشيخ صادق الأحمر شيخ مشائخ قبائل حاشد واحدة من أقوى القبائل في البلاد دعمه لثورة الشباب بعد أحداث جمعة الكرامة، وبدأت الاشتباكات الخفيفة بين أنصارة المسلحين وقوات الأمن الموالية للحكومة في العاصمة صنعاء، وتحولت إلى قتال شوارع ومن ثم شملت المدفعية والهاون. وقد حاصر مسلحي القبائل العديد من المباني الحكومية في العاصمة صنعاء وحي الحصبة وأغلقوها  واعتقد السكان أن الحالة قد تتدهور إلى حرب أهلية.
خلال اليوم الثاني من القتال، قصفت القوات الموالية للحكومة بشكل كبير بمدافع الهاون منزل الشيخ صادق الأحمر وقتل وجرح عدد من مقاتليه. وأدى ذلك إلى هجوم مضاد من المسلحين ضد مبنى وزارة الداخلية الذي ضرب بمدافع هاون وقذائف صاروخية ونيران الأسلحة الرشاشة.
في اليوم الثالث من القتال، ارتفعت حصيلة قتلى المواجهات إلى 69 قتيلا وعشرات الجرحى، بينهم 51 قتيلا من أنصار الأحمر وأعضاء لجنة الوساطة والقبائل المتضامنة وسكان المنازل المجاورة لمنزله. وفي المساء، أفيد بأن رجال القبائل سيطروا مبنى وزارة الداخلية ومبنى التلفزيون، ومبنى شركة الطيران اليمنية.

### يونيو 2011

#### محاولة اغتيال الرئيس
في الثالث من يونيو 2011، وبعد ما خلص الرئيس اليمني من صلاة الجمعة في جامع يقع بدار الرئاسة، تم استهدافه في عملية غامضة مع كبار مسؤولي الدولة، ونقل بعد ذلك إلى الرياض لتلقي العلاج. قتل في الحادثة 11 شخصا من حراسة الرئيس واصيب 124 شخصا بينهم عدد كبير من المسؤولين لاسيما رئيس الوزراء علي محمد مجور ورئيس مجلس الشورى اليمني عبد العزيز عبد الغني. كانت اصابع الاتهام قد وجهت في بادئ الامر إلى ال الأحمر الذين خاضوا معارك قاسية مع القوات الموالية لصالح في الاسابيع الأخيرة في ما عرف بحرب الحصبة، ثم اتهمت مصادر حكومية القاعدة في وقت لاحق، كما اثير أيضا احتمال تعرض لصالح لهجوم بواسطة طائرة من دون طيار بينما رجح خبراء اميركيون أن يكون الهجوم مدبراً من قبل اشخاص داخل النظام بواسطة قنبلة وضعت في مسجد النهدين بدار الرئاسة وليس قصفاً بقذيفة هاون أو مدفع إثر تحليلهم لصور التقطت لمكان الانفجار من الداخل والخارج. أما الحزب الحاكم فقد أكّدت مصادر عنه بأن أصابع الاتهام تتجه نحو دولة قطر والموساد الصهيوني ومشاركة الرئيس الأمريكي باراك أوباما وأولاد الأحمر وقيادة المشترك في «المخطط الإرهابي والإجرامي الذي تم تدبيره لاغتيال الرئيس يوم الجمعة» على حد وصفها.

### سبتمبر 2011

#### مجزرة كنتاكي

وفاة الشهيد أنس السعيدي في المستشفى.

هي مجزرة تمت في صنعاء، اليمن على مدى ثلاثة أيام من الأحد 18 سبتمبر إلى20 سبتمبر 2011 ضد المتظاهرين في ساحة التغيير بالثورة اليمنية التي أسقطت رئيسهم السابق علي عبد الله صالح.
في 19 سبتمبر 2011 قتلت قوات الأمن اليمنية 21 شخصا بعضهم بنيران قناصة من فوق الاسطح وسط حشد من المحتجين المطالبين بالإطاحة بالرئيس علي عبد الله صالح، وأصيب 113 محتجا آخرين
وفي 23 سبتمبر 2011 بلغ عدد القتلى أكثر من مائة قتيل خلال 5 أيام من الاشتباكات بين القوات الموالية للثورة والموالية لنظام علي صالح وبرصاص قوات القناصة المتواجدين حول ساحة التغيير بصنعاء

#### صالح يعود بعد رحلة علاج طويلة
في يوم الجمعة 23/9/2011 م عاد الرئيس اليمني علي عبد الله صالح إلى بلاده صباح الجمعة بشكل مفاجئ بعد رحلة علاج في السعودية استمرت نحو أربعة أشهر إثر محاولة الاغتيال أثناء صلاة الجمعة أوائل يونيو/حزيران الماضي بالرغم من توقيعه مرسوما خوّل بموجبه نائبه عبد ربه منصور هادي التوصل إلى اتفاق لنقل السلطة في البلاد. وهاجم صالح أحزاب المعارضة والقبائل التي انحازت إليها، ووصفهم بأنهم «قطاع طرق وانتهازيون»، وأبلغ المحتجين بأن حركتهم سُرقت. وقد أثارت عودته ردود فعل متباينة من مؤيديه ومعارضيه على حد سواء، واندلعت مواجهات بين قوات موالية لصالح وأخرى تساند المحتجين الذين يطالبونه بالتنحي، وبات اندلاع حرب أهلية خطرا يهدد البلاد. وفي تقرير لاحق أشارت التقارير إلى أن 13 شخصا قتلوا جراء الاشتباكات بين القوات الحكومية والمعارضين لها.

### نوفمبر 2011

#### توقيع المبادرة الخليجية
في يوم الأربعاء 23/11/2011 م : وقع الرئيس اليمني علي عبد الله صالح في الرياض على اتفاق نقل السلطة في اليمن في ضوء المبادرة الخليجية حيث اتفقت الأطراف على تشكيل حكومة وحدة وطنية خلال 14 يوما وإجراء انتخابات رئاسية خلال 90 يوما. وجرت مراسم التوقيع بحضور عاهل السعودية عبد الله بن عبد العزيز، والأمين العام لمجلس التعاون الخليجي، ووفد من المعارضة اليمنية. كما وقع على الاتفاق وزير الخارجية الإماراتي الشيخ عبد الله بن زايد لكون بلاده ترأس الدورة الحالية لمجلس التعاون الخليجي. ورحبت الولايات المتحدة الأمريكية بالتوقيع واعتبرها أوباما «خطوة مهمة إلى الأمام للشعب اليمني الذي يستحق فرصة تقرير مصيره» وفي 25 فبراير 2012 (انتهى حكم على عبد الله صالح رسميا).

## ردود الفعل

### الداخلية

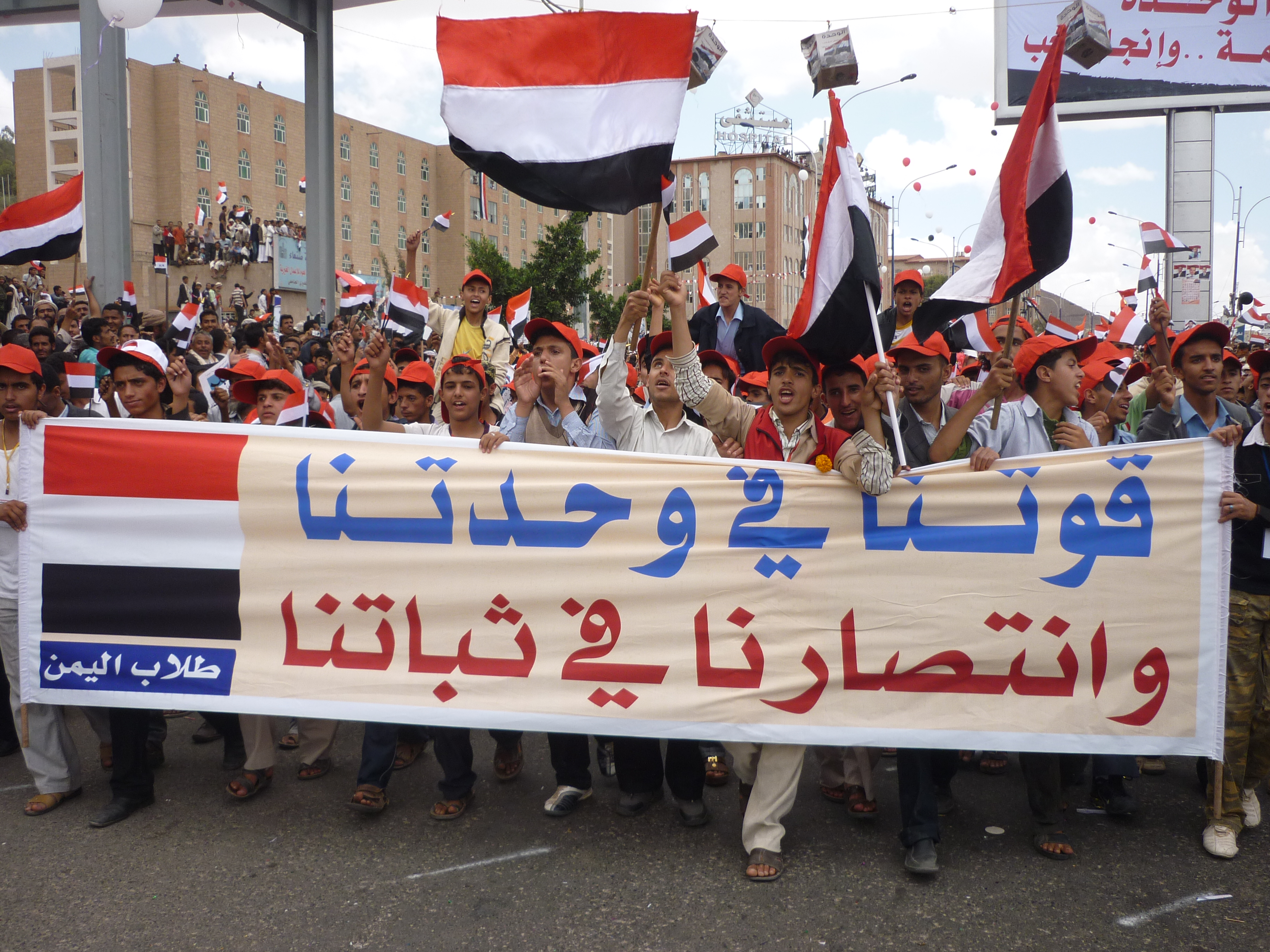
الطلاب اليمنيين في شارع الستين بصنعاء في عيد الوحدة اليمنية 22 مايو 2012

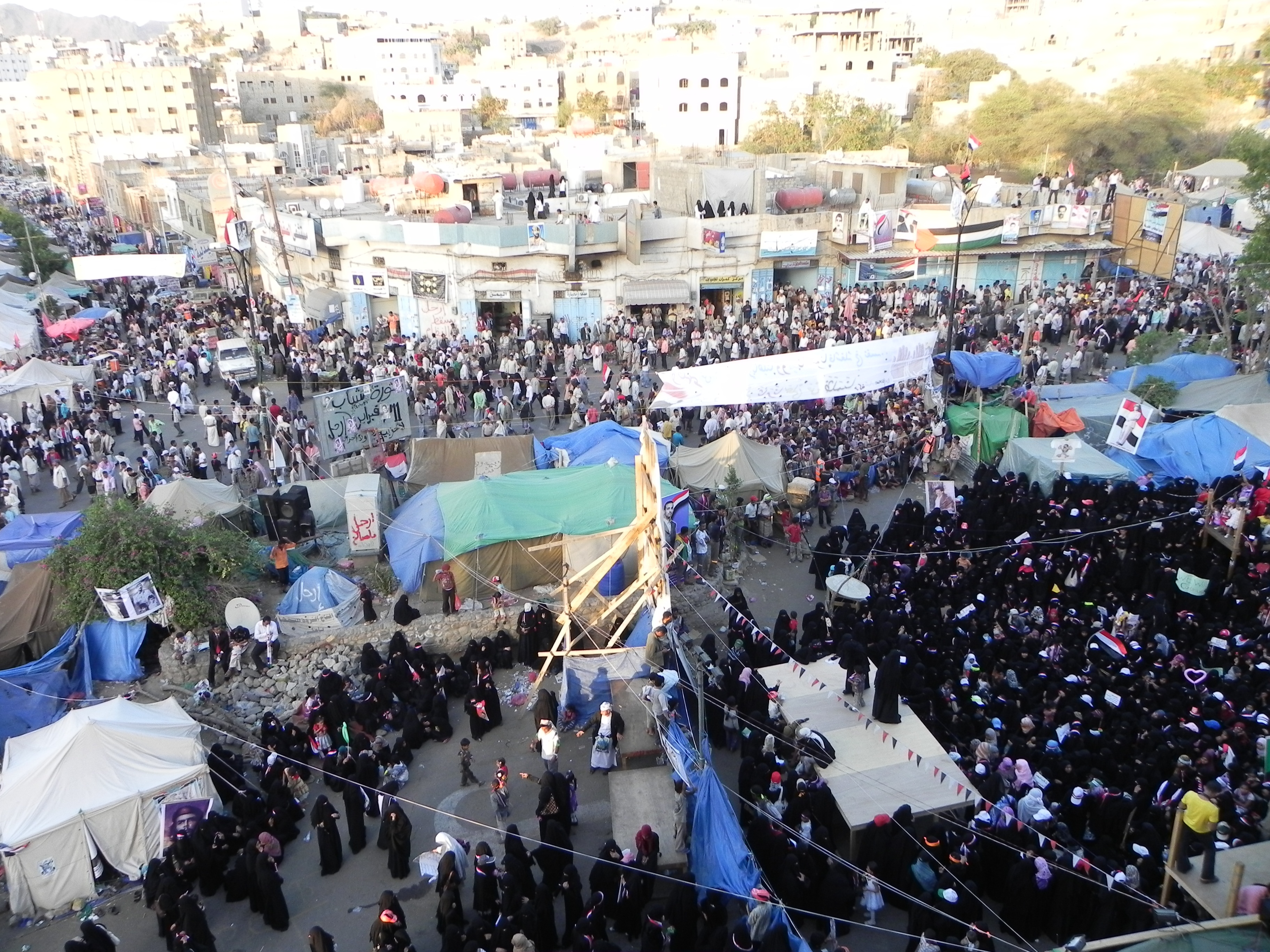
ميدان الحرية بتعز.

واجه نظام الرئيس اليمني علي عبد الله صالح تحديا سياسيا تقوده حركات معارضة ومتمردة، تتنوع مطالبها بين الانفصالي والسياسي والديني، ومنها من رفع السلاح ضد النظام. ومن أبرز هذه الحركات:

#### الاستقالات
- رئيس لجنة الشؤون الخارجية للحزب الحاكم ومستشار رئيس الوزراء، محمد عبد المجيد القباطي[80][81]
- رئيس اللجنة المالية في البرلمان فتحي توفيق عبد الرحيم[82]
- وكيل وزير الثقافة سام يحيى الأحمر[82]
- نائب وزير الشباب والرياضة حاشد عبد الله الأحمر[82]
- عضو البرلمان علي العمراني، من محافظة البيضاء[82]
- رجل الأعمال نبيل الخامري [82]
- وزير السياحة نبيل حسن الفقية، من منصبه والحزب الحاكم[80][81]
- وزير الثقافة اليمني وعضو مجلس الشورى عبد الوهاب روحاني، من الوزارة ومجلس الشورى[80][83]
- السفير إلى روسيا الدكتور محمد صالح أحمد الهلالي[80]
- عضو اللجنة المركزية للحزب جلال فقيره الذي يرأس أيضا قسم العلوم السياسية في جامعة صنعاء[80]
- مساعد الأمين العام لمجلس الوزراء محمد سوار[81][84]
- رئيس وكالة الأنباء اليمنية سبأ وعضو الحزب الحاكم نصر طه مصطفى[85]
- السفير إلى لبنان فيصل أمين أبو راس[86][87]
- وزيرة حقوق الأنسان هدى البان، من منصبها والحزب الحاكم[88]
- وكيل وزارة حقوق الإنسان علي تيسير [88]
- ممثل اليمن إلى جامعة الدول العربية عبد الملك منصور[89]
- السفير إلى الجزائر جمال عوض ناصر [89](نفته الحكومة [90])
- السفير إلى بلجيكا عبد الولي الشميري[89]
- السفير إلى كندا خالد بحاح[بحاجة لمصدر]
- السفير إلى الصين مروان عبد الله عبد الوهاب نعمان[89] (نفته الحكومة[90])
- السفير إلى جمهورية التشيك سالم يحيى[89]
- السفير إلى مصر عبد الولي الشميري[89]
- السفير إلى إندونيسيا عبد الواحد محمد الفرا[89]
- السفير إلى الأردن شايع محسن[89]
- السفير إلى الكويت خالد راجح الشيخ[89]
- السفير إلى عمان أحمد ضيف الله الذيب[89]
- السفير إلى باكستان عبده علي عبد الرحمن[89]
- السفير إلى المملكة العربية السعودية محمد علي الاحول [89][91]
- السفير إلى سوريا عبد الوهاب طواف[92]
- السفير إلى قطر يحيى حسين العرشي [89]
- السفير إلى الأمم المتحدة عبد الله السعيدي [89][93]
- القائم بالأعمال إلى تونس [89]
- اللواء علي محسن الأحمر (علي محسن صالح)، قائد الفرقة الأولى مدرع ورئيس المنطقة العسكرية الشمالية الغربية، وثلاثة من عمداء له:[94][95]
  - العميد محمد علي محسن، قائد المنطقة الشرقية العسكرية[95]
  - العميد حميد القشيبي، قائد اللواء 310 مدرع في عمران[95]
  - العميد ناصر الجهوري، قائد اللواء 121 مشاة[95]
- ستين ضابط من محافظة حضرموت وخمسين من ضباط وزارة الداخلية[بحاجة لمصدر]
- عبد الله القاضي، جنرال عسكري كبير من عدن[96]

#### القبائل
عندما أعلن صادق الأحمر دعمه لثورة الشباب، أعلن أحد نخب بكيل عن تأييده لعلي عبد الله صالح وهو ماحدث خلال ثورة 26 سبتمبر فعندما أعلنت حاشد تأييدها للثورة، كان غالب بكيل مع القوات الملكية باستثناء سنان أبو لحوم نكاية بحاشد  هذا لايعني أن القبائل لم تكن لتنقلب على الإمام لولا جهود ناصر، إذ أن عبد الله الأحمرووالده كانوا معارضين للإمام وقد أُعدم والد الأحمر نتيجة معارضته ولكن ناصر أرادهم تبني فكرة الناصري وهو مالم تستجب له القبائل وحتى القوى الثورية الأخرى مثل عبد الرحمن البيضاني المرادي 
- تحليل :

إن انخفاض دعم القبائل اليمنية للنظام أضعف قبضة الرئيس علي عبد الله صالح، فبعد تقربه إليهم بالأموال تارة وسعيه لبعث الفتنة بينهم تارة أخرى، تخلى معظمهم عنه، وصار شيوخ وأبناء القبائل المتناحرة سابقا يجلسون جنبا إلى جنب داخل خيام التغيير.
بالإضافة إلى تواجد العديد من شيوخ القبائل اليمنية داخل الخيام التي نصبها أبناء الثورة الشعبية اليمنية في العاصمة صنعاء وفي شتى الأنحاء الأخرى في البلاد، فيما يوصف بميادين التغيير أو الثورة الشعبية الساعية إلى إسقاط نظام الرئيس اليميني.
ومما قد يدعو إلى الدهشة والاستغراب هو جلوس شيوخ قبائل متجاورين في خيام المحتجين على الرغم من الخلفية التنافسية والاقتتالية بينهم فيما مضى، حيث تحدث بعضهم عن الاستغلال الذي تعرضوا له من جانب الرئيس صالح على مدار سنوات حكمه.
والتقى أحد وجهاء قبيلة عابدة وأحد وجهاء قبيلة مراد المتعاديتين فيما مضى، وتحدثا بشأن كيفية استغلال الرئيس لهما، بحيث حملت كل قبيلة منهما السلاح في وجه الأخرى، ليكتشف أبناء القبيلتين في نهاية المطاف أنهم كانوا يتلقون السلاح من ذات المصدر.
وأبناء القبائل الذين سبق أن حاربوا الحوثيين في شمال اليمن، أصبحوا اليوم يجلسون بجوار أبناء الحوثيين أنفسهم في مخيمات الثورة في ميادين التغيير في أنحاء البلاد.
وانشقت أعداد كبيرة من قادة الجيش اليمني والسفراء والدبلوماسيين والنواب عن صالح وانضموا إلى أبناء الثورة الشعبية الموجودين في ميادين التغيير، وذلك على إثر المجزرة التي اقترفتها الأجهزة الأمنية التابعة للرئيس اليمني في حق العشرات من المدنيين العزل في ساحة التغيير بصنعاء يوم الجمعة 18/3/2011 م.
لكن أكثر ما أضعف قبضة صالح هو انخفاض دعم القبائل اليمنية لنظامه، وجرت عادة الرئيس اليمني على التقرب من بعض شيوخ القبائل اليمنية عن طريق المال، وأحيانا أخرى عن طريق أساليب متعددة يصفها البعض بالفتنة وبالدهاء، بحيث يتعامل مع الجميع على مبدأ «فرّق تسد».
وقال بعض وجهاء القبائل اليمنية إن حكومة صالح ربما تنظر إليهم بوصفهم بسطاء وجهلة لا يفهمون، مؤكدين أن الواقع عكس ذلك، وأنهم يفهمون ما يجري في البلاد وما يجري حولهم بشكل جيد.

### العربية

#### المبادرة الخليجية
في أبريل، حاول مجلس التعاون الخليجي التوسط في الثورة الشبابية، وصياغة مقترحات عديدة لانتقال السلطة. بحلول نهاية الشهر، أشار صالح انه سيقبل الخطة وسيغادر السلطة بعد شهر من توقيع الاتفاقية التي نصت على تشكيل حكومة وحدة وطنية في الفترة التي تسبق الانتخابات. على الرغم من رفض المتظاهرين للصفقة، منتقدين الأحكام التي تمنح الحصانة لصالح من الملاحقة القضائية والتي تطلب من المعارضة للانضمام مع صالح ووزرائه في حكومة وحدة وطنية، واتفق زعماء المعارضة في نهاية المطاف للتوقيع على المبادرة. بحلول نهاية الشهر، على الرغم من تراجع صالح وأعلنت الحكومة انه لن يوقع على الاتفاقية، وعلقت المبادرة من مجلس التعاون حتى وقت آخر.
في أوائل شهر مايو، أشار مسؤولون ان صالح سوف يوقع على الاتفاق، والمعارضة اتفقت على التوقيع كذلك إذا وقع صالح شخصيا بصفته رئيسا للبلاد. ومع ذلك، صالح مرة أخرى قال ان الاتفاق لا يتطلب توقيعه، وعلقت احزاب المعارضة متهمة صالح بسوء النية. وتصاعدت الاحتجاجات واعمال العنف في البلاد بعد تراجع صالح الثاني عن التوقيع.
في أواخر مايو، تلقى زعماء المعارضة ضمانات بأن صالح سيوقع على الخطة، ووقعت المعارضة على صفقة وكان من المقرر أن الرئيس يوفع كذلك. لكن صالح مرة أخرى قرر عدم التوقيع، وفي 22 مايو حاصر أنصار صالح مبنى سفارة الإمارات العربية المتحدة في صنعاء، والدبلوماسيين الدوليين (بما في ذلك الأمين العام للأمم المتحدة) وأرسلت الحكومة طائرة هليكوبتر لنقلهم إلى القصر الرئاسي.
في 23 نوفمبر 2011، جرى في الرياض في المملكة العربية السعودية التوقيع على الخطة للانتقال السياسي، الذي كان قد رفضه صالح سابقا. وأخيراً وافق على نقل سلطات الرئاسة قانونا إلى نائبه عبد ربه منصور هاديفي غضون 30 يوما، وتقام الانتخابات رسميا في 21 فبراير 2012، مقابل منح صالح الحصانة من الملاحقة القضائية له ولأسرته.

#### السعودية
كما فعلت مع ثورة 26 سبتمبر كانت السعودية ولا زالت معارضة لثورة الشباب اليمنية ولتغيير نظام هو الأكثر فساداً وتخلفاً في العالم في كل تقارير المنظمات الدولية سواء المعنية بالفساد أو التنمية البشرية أو حرية الصحافة، ولكن اليمن ليست البحرين وبشكل عام، أن يُتوقع أن ملكية مطلقة لن تعرقل تحولاً ديمقراطياً ونهضة حقيقية في جارتها المكتظة بالسكان، ضرب من الخيال والوهم ولكن الأجهزة اليمنية لا تتطرق للدور السعودي في البلاد وتنشر بيانات عن اعتقال جواسيس لدول مثل إسرائيل.
على مدى ثلاثين سنة وتزيد تحولت النخب القبلية لبعض القبائل وهي تلك المحيطة بصنعاء ومحافظة الجوف وبدرجة أقل بالنسبة لمأرب وشبوة إلى مايشبه العصابات والتنظيمات المافاوية ولائها لمن يدفع ويضمن لهم السلطة والنفوذ والمركز الاجتماعي في مناطقهم وهم رغم تدني مستواهم التعليمي والثقافي إلا أنهم يدركون الدور الذي تريده منهم القوى الخارجية والسعودية تحديداً فلا ولاء للوطن ولا يعترفون به أصلاً ولا عبرة لتصريحاتهم العلنية فاليمن لا يعني شيئا للنخب القبلية ولا يعرفون مامعنى سيادة وطنية ومصلحة عليا للبلاد فهذه مصطلحات كبيرة عليهم ولا يهمهم حال المواطن اليمني طالما أن مزارعهم تنتج القات والسلاح باق بأيديهم. هناك مطالب مشروعة فسكان محافظة مأرب يشكون أنهم لا يحصلون من أنابيب النفط في منطقتهم والتي تزود صنعاء ومدن يمنية أخرى بالكهرباء سوى الدخان، ولكن ضرب الأنابيب والانسياق خلف وعود ومغريات الغريب الكاره لكل ماهو يمني ليس حلاً فمشكلة الخطاب التظلمي في اليمن أن كل محافظة أو مجموعة تشعر أنها مستهدفة بالتهميش والإقصاء دون الآخرين 

### الدولية

#### مجلس الأمن الدولي
أصدر مجلس الأمن الدولي قرارات بشأن الأوضاع في اليمن وهي :
1. قرار مجلس الأمن الدولي رقم 2014 في 21 أكتوبر 2011م.
2. قرار مجلس الأمن الدولي رقم 2051 في 21 يونيو 2012 م.

#### الولايات المتحدة الأمريكية
1. اتصل الرئيس الأمريكي باراك أوباما هاتفيا بالرئيس اليمني الأربعاء في الثاني من فبراير/شباط 2011 م«للإشادة بالإصلاحات المهمة التي أعلنها الرئيس صالح في اليوم نفسه، وليطلب منه الإيفاء بوعوده وهو يتخذ الإجراءات الملموسة».[116]
2. اعتبر الرئيس اليمني في كلمة له يوم الثلاثاء 1/3/2011 م أن ما يجري من ثورات في المنطقة العربية ليس إلا «مجرد ثورة إعلامية تديرها الولايات المتحدة من غرفة في تل أبيب». وفي نفس اليوم دعت الولايات المتحدة الرئيس اليمني علي عبد الله صالح للاستجابة لطموحات شعبه، ونفت أن يكون للاضطرابات التي تشهدها بلاده أي عامل خارجي. وقال المتحدث باسم وزارة الخارجية الأميركية فيليب كراولي في رسالة عبر موقع تويتر «الاحتجاجات فياليمن ليست نتاج مؤامرات خارجية. الرئيس صالح يعرف ذلك جيدا. شعبه يستحق استجابة أفضل». وقال المتحدث باسم البيت الأبيض غاي كارني في مؤتمر صحفي أن البحث عن كبش فداء ليس الرد على تطلعات الشعب اليمني المشروعة، بل التركيز على إصلاحات سياسية.[117]
3. قال الناطق باسم البيت الأبيض جاي كارني يوم الإثنين 4/4/2011 م إن على الرئيس اليمني علي عبد الله صالحالبدء الآن في عملية انتقال سلمي للسلطة وفق جدول زمني، وهو ما كان صالح قد أشار إلى أنه لا يعارضه. يأتي ذلك في حين نقلت نيويورك تايمز عن مسؤولين أميركيين وآخرين يمنيين أن الولايات المتحدة غيرت موقفها «المحابي» للرئيس اليمني.[118]

- منظمة العفو الدولية:

نددت منظمة العفو الدولية بطريقة تعامل قوات الأمن اليمنية مع المتظاهرين. وأدانت قيام الشرطة بضرب المتظاهرين بالهراوات والعصي الكهربائية.
- جامعة الدول العربية:

دعت جامعة الدول العربية في 20/2/2011 م إلى الوقف الفوري لكافة أعمال العنف وعدم استخدام القوة ضد المظاهرات السلمية في الدول العربية التي تشهد مظاهرات احتجاجية للمطالبة بإصلاحات سياسية. وأعربت عن مشاعر الحزن والأسى الشديدين لسقوط الضحايا الأبرياء الذين تناقلت وسائل الإعلام أنباءهم في كل من ليبيا والبحرين واليمن.
- مجلس التعاون الخليجي:

اتفقت دول مجلس التعاون الخليجي في 4/4/2011 م على إجراء «اتصالات» مع الحكومة والمعارضة في اليمن لحل الأزمة الداخلية هناك، لكن وزير الخارجية الإماراتي اعتبر أنه من السابق لأوانه الحديث عن وساطة خليجية بين الجانبين.
- منظمة صحفيات بلا قيود:

استنكرت منظمة صحفيات بلا قيود ما أسمته الهجوم الوحشي من أنصار النظام بحق الشباب العزل المعتصمين بساحة جامعة صنعاء، واعتبرت أن «ما يقوم به الجهاز الأمني من تخاذل في حماية المعتصمين واستخدام أعضاء الحزب الحاكم الأعمال الإرهابية والقوة ضد الشباب العزل جرائم تستوجب العقاب ولا تسقط بالتقادم».
- مراقبة حقوق الإنسان:

قالت منظمة هيومن رايتس ووتش في 23/2/2011 م أن الشرطة اليمنية سمحت لجماعات مسلحة موالية للحكومة بمهاجمة متظاهرين سلميين في العاصمة اليمنية صنعاء ليلة 22 فبراير/شباط 2011 م، وقتلت متظاهرا معارضا للحكومة وأصابت 38 آخرين. وطالبت المديرة التنفيذية لقسم الشرق الأوسط وشمال أفريقيا في المنظمة سارة ليا ويتسن بمحاسبة عناصر الشرطة التي أكدت أنها وقفت جانبا وتركت الآخرين يؤدون عملها القذر نيابة عنها.
- المنظمة العربية لحقوق الإنسان:

أعربت المنظمة العربية لحقوق الإنسان في بيان لها عن عميق قلقها لما سمته توسع السلطات الأمنية اليمنية في استخدام العنف المفرط بحق المتظاهرين العُزل، معتبرة أن ذلك يشكل «جريمة ضد الإنسانية» لا يجوز التسامح إزاءها. وقالت أن العنف المفرط، وخاصة استخدام الرصاص الحي، جرى استخدامه بشكل سافر يوم الثلاثاء 9/3/2011 م ضد المعتصمين في ميدان التغيير وسط صنعاء. وأضافت أن ذلك «يضفي على الظاهرة طابعاً نمطياً ومنهجياً ويشكلجريمة ضد الإنسانية لا يجوز التسامح إزاءها.»
- التحالف الدولي لملاحقة مجرمي الحرب :

أدان التحالف الدولي لملاحقة مجرمي الحرب والجرائم ضد الإنسانية (إيكاوس) ما يجري في اليمن واصفاً إياه بجرائم ضد الإنسانية، وسيحمل ملفها الجنائي الرئيس علي عبد الله صالح وكل من يعاونه.

## شباب الثورة والإنترنت
كباقي الثورات العربية، اعتمد شباب الثورة اليمنية بشكل كبير على الإنترنت في تبادل الأحداث بالرغم من التعتيم الإعلامي في اليمن.
موقع ثورة اليمن : عبر هذا الموقع أمكن رفع العديد من الصور ولقطات الفيديو المتعلقة بالثورة وكذلك تحديث آخر المستجدات. تمت هيكلة الموقع بحيث يشمل كافة المجالات المتعلقة بالثورة في كل من صنعاء، عدن، تعز، إب، الحديدة وباقي المحافظات وكذلك البث المباشر في كل من ميدان التغيير بصنعاء، ساحة الحرية بعدن وتعز، وحديقة التغيير بالحديدة.

### الفيسبوك
كان لمواقع التواصل الاجتماعي على الإنترنت مثل فيسبوك مساهمة فعالة في الثورة إلى حد كبير، حيث ظهرت العديد من المجموعات المناوئة للنظام الحاكم بدأت بمطالب إصلاحية ثم ارتفع سقف المطالب إلى إسقاط النظام. ومنها مجموعة ثورة الشباب اليمني لإسقاط النظام. ولعبت هذه المواقع دوراً كبيراً في تنظيم الاعتصامات واستمرارها، وفي الخروج بالمسيرات.
دخل موقع التواصل الاجتماعي فيسبوك معترك الحياة السياسية في اليمن وأصبح بمثابة المتنفس والموجه للشباب الراغب في التغيير، واختفت من صفحات مشتركي الموقع القصائد الشعرية والأغاني والموضوعات العلمية والأخبار التقليدية والصور والمقاطع وحل بديلا عنها تكرار مفردات الثورة بإسهاب. وبدا جليا ازدياد المجموعات الشبابية المطالبة بتنحي الرئيس علي عبد الله صالح. وتضم هذه المجموعات ناشطين حقوقيين وصحفيين وكتاب ومحامين ومنظمات مجتمع مدني وشباب عاطل عن العمل ممن يقودون ثورة التغيير في صنعاء وتعز وعدنوإب والحديدة ومدن أخرى.
وإدراكاً منها لخطورة فيسبوك أقدمت السلطات اليمنية على توظيف العديد من الشبان برواتب مجزية لمراقبة نشاط الشباب على فيسبوك الداعي إلى تغيير النظام السياسي القائم. ولاحظ عدد من مستخدمي الموقع تدفق شخصيات جديدة ووهمية بأسماء مستعارة والكثير منها نسائية وشبابية تقوم بالرد والدفاع المستميت على أي مشاركات تهاجم النظام اليمني وتطالب بإسقاطه-بحاجة لمصدر مستقل. بينما هوّن رئيس قسم الصحافة والإعلام بجامعة العلوم والتكنولوجيا يوسف سلمان من تأثير فيسبوك في مجتمع يغلب عليه طابع الأمية التكنولوجية.

## تحليل

### فقدان الرئيس ورقة القبيلة

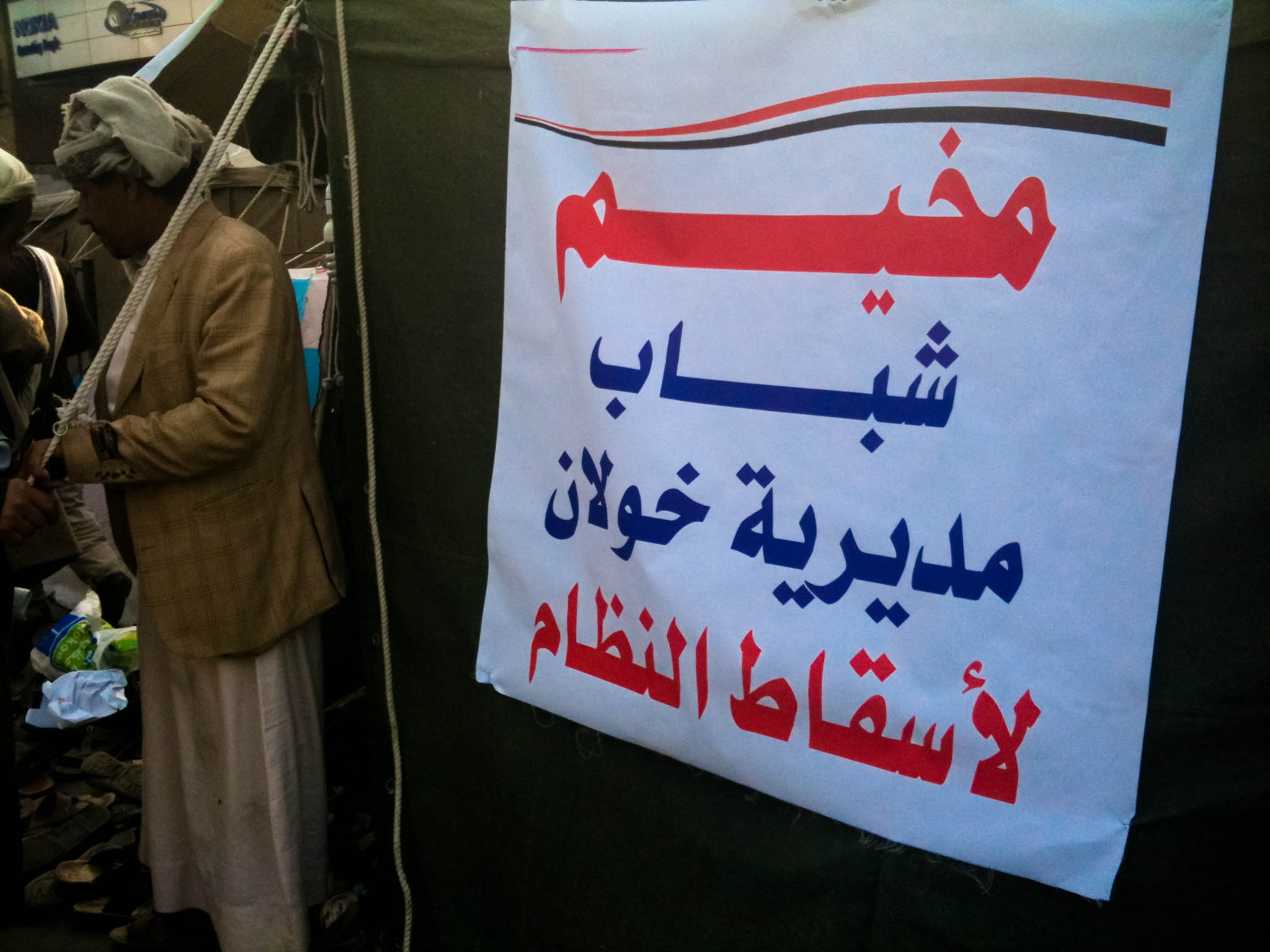
إحدى خيام ساحة التغيير لشباب مديرية خولان

تغيرت الخريطة القبلية في اليمن بعد اندلاع ثورة الشباب حيث أن ميزان القوة القبلي لم يعد يرجح كفة النظام بسبب الانشقاقات المتتالية وزخم الثورة، واستمرار توافد القبائل إلى ساحات التغيير.
وما يفسر فقدان الرئيس علي عبد الله صالح ورقة القبيلة -الركيزة الأساس التي استند إليها نظامه- قبوله للمبادرة الخليجية تمهيدا للتنحي، ويرى مراقبون أن خطابات صالح المتكررة عن الرحيل هي نتيجة قراءة دقيقة لمتغيرات الواقع السياسي والقبلي في اليمن بعد الثورة. فالدولة فقدت سيطرتها على كثير من المحافظات القوية قبليا حيث تعد صعدة والجوف ومأرب وشبوه وأبين وحضرموت والبيضاء، وحتى صنعاء خارج سيطرة الدولة. ويؤكد خبراء أن سعي السلطة للبحث عن مخارج سياسية للأزمة، ومحاولتها تجنب أي تصعيد عسكري، يعكس إدراكها بأن موازين القوى لن تكون في صالحها. فلا يخفى على أحد أن القبائل اليمنية تمتلك ترسانة ضخمة من الأسلحة وأوقعت خسائر في صفوف الحرس الجمهوري عندما تصادم قبل أيام مع قبائل مأرب المؤيدة للثورة.
وتعد زيارة شخصيات قبلية كثيرة بارزة منها شيخ مشائخ قبيلة بكيل أمين العكيمي، وشيخ مشايخ قبيلة حاشد صادق الأحمر، وشيخ مشائخ البيضاء علي عبد ربه العواضي لساحة التغيير بصنعاء إعلانا ضمنيا بتأييد قبائلهم للثورة، وتنحي الرئيس صالح فورا. ورغم حرص صالح منذ بداية الأزمة على ضمان ولاء قبيلتي حاشد وبكيل -أكبر القبائل وأكثرها نفوذا- إلا أنه فشل وتلقى صفعة قوية بعد تخلي اثنين من أبرز حلفائه عنه، وهما الشيخ مجلي بن عبد العزيز الشائف، والشيخ سنان أبو لحوم.
وتساند قبائل كثيرة محيطة بصنعاء تتبع قبيلتي حاشد وبكيل الثورة منها قبيلة أرحب التي منعت اللواءين 61 و62 من الحرس الجمهوري من التوجه بالأسلحة الثقيلة والدبابات إلى صنعاء خشية استخدامها لقمع المتظاهرين. ويؤكد خبراء أن انضمام قبائل نهم وسفيان وهمدان وخولان، وقبائل الحيمة وعيال وسريح بالإضافة إلى بني بهلول، وبني حشيش وبني مطر وعيال يزيد وقبائل الحدأ، هو ما دفع صالح للتفكير جديا التنحي. وتوضح وتيرة الاحتجاجات المتصاعدة في محافظات مأرب والجوف والبيضاء وشبوة وحضرموت والمهرة، أن قبائل الصحراء أيدت الثورة الشبابية حيث قامت بتسيير قوافل متتابعة إلى ساحات الاعتصام، كما قامت بتكوين لجان شعبية لحماية مناطقها وحفظ الأمن بعد انسحاب وحدات الجيش من مواقعها إلى صنعاء. وتعد قبيلة عبيدة في مأرب، وقبائل العوالق والحوارث في شبوه، وكذلك قبائل رداع وقيفة والرياشية والصباح، والعواض في البيضاء، من أكثر القبائل مساندة للثورة حيث أُرسل كثير من أبنائها إلى ساحات الاعتصام للمشاركة، وسقط كثير منهم في مواجهات مع قوات الأمن. ويرى مراقبون أن استخدام النظام مؤخرا القوة العسكرية مع قبائل مأرب ويافع يعكس مدى يأس الرئيس في معالجة العصيان والتمرد بين قبائل الصحراء.
وتحاول قوى سياسية وشخصيات قبلية بارزة التنسيق بين شيوخ القبائل لتشكيل تكتلات قبلية قوية تحسم النزاع لصالح الثوار. وظهر مؤخرا تحالف المشائخ والعلماء الذي يضم كثيرا من أعيان القبائل يتقدمهم الشيخ صادق الأحمر، وعلماء دين أبرزهم الشيخ عبد المجيد الزنداني. كما أن تحالفات قبلية سابقة مثل ملتقى قبائل مأرب والجوف، ومجلس التضامن الوطني، وملتقى أبناء المناطق الوسطى، وملتقى حاشد، أسهمت في الثورة، وأعلنت أنها لا تقبل حلا لا يتضمن الرحيل الفوري للرئيس صالح.
وسعى الرئيس بداية الأزمة إلى إنشاء تكتل قبلي موال له حيث دُعي رجال القبائل لمؤتمر سمي «المؤتمر الوطني العام للمشائخ والأعيان» بيد أن رفض قادة قبليين بارزين الحضور أفشل المؤتمر الذي اُختصرت مدته من يومين إلى ساعتين فقط.

### ملامح الدولة بعد سقوط صالح
خلص باحثون يمنيون إلى أن «رحيل نظام الرئيس اليمني علي عبد الله صالح سيساهم في بناء دولة مدنية حديثة تتساوى فيها الحقوق والواجبات وتتكافأ الفرص والتوزيع العادل للثروات».
وأكد المتحدثون في ندوة «ملامح الدولة اليمنية بعد سقوط النظام» التي نظمها مركز أبعاد للدراسات الخميس بساحة التغيير بصنعاء أن «بقاء النظام الحالي سيفاقم من أزمات البلاد ويهدد مصالح البلدان التي تربطها باليمن علاقات شراكة وتعاون».
واشترط الباحث والمحلل السياسي محمد الغابري لنجاح الدولة الحديثة وجود فترة انتقالية يتم فيها تحديد حجم القضايا التي ينبغي تسويتها قبل البدء في عملية البناء.
من جهته هون أستاذ العلوم السياسية بجامعة صنعاء عبد الخالق السمرة في ورقته (الأمن والسلم الاجتماعي) من مخاطر الإرهاب على المجتمع الدولي -التي يرددها النظام في حال سقوطه– معتبرا أن هذه الظاهرة نمت وترعرعت في ظل حكم صالح وبالتالي لا مبرر لخوف الغرب من ذلك عقب رحيله.
كما أوضح أستاذ العلاقات الدولية بجامعة صنعاء عبد السلام المهندي في مداخلته «العلاقات الدولية والاتفاقات الخارجية» أن «الدولة المدنية الحديثة المنشودة يجب أن تقوم على سياسة خارجية صحيحة وواضحة تؤسس لدولة مؤمنة بالسلام وتمد جسور التعاون والمحبة لكل دول العالم وأن يكون لها جهد في خلق مجتمع دولي متسامح وتوظيف العلاقات الخارجية في خدمة التنمية والاستثمار وليس للعلاقات الشخصية». ونبه إلى ضرورة استغلال موقع اليمن الإستراتيجي لخدمة الدولة الحديثة وجعل هذا الموقع محورًا من محاور العلاقات الخارجية وإبعاد اليمن الحديث عن منطقة الصراعات الدولية.

### التلاحم الوطني بين الشمال والجنوب
ساهمت الاحتجاجات اليمنية المستمرة في مختلف المدن والمحافظات في إعادة التلاحم الوطني خاصة بين الشمال والجنوب، كما أن قمع قوات الأمن للمتظاهرين المعتصمين في مختلف ساحات التغيير كرس هذا التلاحم. وأشار بعض المراقبين للوضع اليمني إلى أن شعارات الانفصال غابت وحلت محلها تلك المطالبة بإسقاط نظام الرئيس علي عبد الله صالح.
وقال النائب الجنوبي المعارض علي عشال: «صنعاء تستنكر ما يحدث في تعز، وتعز تستنكر ما يحدث في عدن، وعدن تستنكر ما يحدث في حضرموت»، مشيرا إلى أن ذلك له تأثير في وجدان اليمن واليمنيين، وأن اللحمة الوطنية تزداد كلما تقوى التغيير وسار قدما.

### مخاوف وإعلام غير محايد
يخشى البعض أن تخرج الثورة في اليمن وغيرها بنتائج سلبية أكثر من إيجابيتها بسبب التوجهات الحزبية والدينية التي يتسلح بها غالبية شباب الثورة كما يبدو جلياً من الخطب والأدعية الدينية الملقاة كل يوم تقريباً داخل الساحات. يرى محللون أيضاً أن القنوات الإعلامية لعبت دوراً كبيراً في مساندة هذه الثورات وبأسلوب غير محايد. في اليمن لعب حزب التجمع اليمني للإصلاح دوراً كبيراً في التأثير على الشباب سواء في ثورة الشباب اليمنية أو قبلها في حرب صيف 94 حين صرح الرئيس اليمني باستغلاله ككرت مؤقت في تلك الحرب. بيد أن بعض الشباب قد تنبهوا على ما يبدوا لما يجري وتبرأوا بدورهم محملين أحزاب المعارضة مسؤولية استغلال شباب الثورة بشكل خاطئ.

### إتلاف وثائق وزارات الدولة
كشفت «منظمة برلمانيون يمنيون ضد الفساد» عن عمليات إتلاف وإخفاء كمّ هائل من الوثائق والمستندات المهمة التي تدين النظام اليمني. ووفقا للمنظمة فإن عمليات الإتلاف جرت في مرافق حكومية منها «رئاسة الجمهورية ووزارة الأوقاف ومصلحة عقارات وأراضي الدولة»، وتحتوي على وثائق تتعلق باتفاقيات النفط والغاز والمعادن والثروة السمكية إلى جانب إثبات حق الدولة في الأراضي والعقارات.
وأكد المدير التنفيذي للمنظمة وعضو البرلمان عبد المعز دبوان للجزيرة نت أن عمليات طمس الأدلة -التي تدين النظام- ماضية على قدم وساق، واصفا إياها «بالجريمة العظمى». واتهم دبوان من سماهم «الأسرة الحاكمة» بالقيام بعمليات الإتلاف وخاصة وثائق ملكيات الأراضي التي اعتاد الرئيس علي عبد الله صالح توزيعها على شكل هبات ومنح لصالح نافذين وشيوخ قبائل لكسب ولائهم.
ويتبوأ أرشيف رئاسة الجمهورية مركزا متقدما، حيث يعد بمثابة بنك للمعلومات لاحتوائه على نسخ أصلية وصور لجميع وثائق وزارات الدولة ومؤسساتها والاتفاقيات المبرمة مع دول العالم والشركات الأجنبية. وبحسب دبوان فإن الوثائق المتوافرة في دار الرئاسة لا يستخدمها النظام للخطط التنموية المستقبلية، ولكنها تستخدم لابتزاز المسؤولين والضغط عليهم ومساومتهم.
وهاجم المنهج الذي تدار به مؤسسات الدولة في قضية الأرشفة، واعتبره متخلفا وعقيما لاعتماده على الأسلوب البدائي وليس الرقمي، وهو ما يرفع حجم المعاناة أمام الباحثين للحصول على المعلومات في ظل عقلية شمولية تعتقد بأن نشر الوثائق «من المحرمات».وأعرب دبوان عن خشيته من الآثار السلبية المدمرة التي ستلحق بمستقبل أجيال اليمن جراء إتلاف تلك الوثائق والمستندات.

## ما بعد الثورة

### المعتقلين
بعد مضي حوالي سنتين على انتخاب رئيس جديد لا يزال معتقلو الثورة الشبابية والحراك الجنوبي خلف القضبان بعضهم في السجن المركزي بصنعاء السجن المركزي بحجة وبعضهم مخفيين قسرياً في سجون جهازي الأمن القومي والأمن السياسي، وأصدر الرئيس هادي توجيهات بإطلاق سراح الذين تم اعتقالهم بطريقة مخالفة للقانون ودون أن توجه لهم اية تهم أو يقدموا للمحاكمات، لكن تلك التوجيهات لم تنفذ وأدانت هيئة رئاسة مؤتمر الحوار الوطني اليمني عدم تنفيذ تلك التوجيهات مع أن هذه الهيئة يرأسها رئيس البلاد الرئيس عبد ربه منصور هادي.
أصدر المرصد الأورومتوسطي لحقوق الإنسان تقرير يوثق (7049) حالة اختطاف منها (1910) حالات اختفاء قسري وأُفرج لاحقاً عن (4571) مختطف، وأوضح فيه أن من بين المختطفين من قبل ميليشيات الحوثي والرئيس المخلوع علي عبد الله صالح 12 أستاذ جامعي و 148 إعلامي وكشف ذات التقرير عن اختطاف 263 طفل من قبل ميليشيات الحوثي وصالح، وسجل التقرير 1077 حالة تعذيب مشيرا إلى وفاة أربع حالات داخل أماكن احتجازهم وثلاث حالات بعد خروجها من السجن بفترات قصيرة.

### الشهداء والجرحى
بعد حوالي سنتين من احداث الثورة صدر قرار جمهوري في سبتمبر 2013 وضمن توصيات مؤتمر الحوار الوطني اليمني بإنشاء ""صندوق رعاية أسر شهداء وجرحى ثورة 11 فبراير الشبابية الشعبية السلمية والحراك السلمي"  فيما كان بعض جرحى الثورة قد نظموا أعتصاماً مفتوحاً مع إضراب عن الطعام لعدة أشهر أمام مبنى رئاسة الوزراء في صنعاء للمطالبة بعلاجهم.

### هيكلة الجيش
مصطلح هيكلة الجيش يطلق على مطالب اليمنيين المشاركين في ثورة الشباب اليمنية التي تطالب بإقالة أقارب الرئيس السابق علي عبد الله صالح من مراكز نفوذهم في الجيش والأمن، ويتضمن المطالبات بتوحيد الجيش وإنهاء انقسامة بعد أن اعلنت أجزاء واسعة منه بتأييد ثورة الشباب اليمنية، تضمنت هيكلة الجيش إعادة تقسيم مسرح العمليات العسكرية إلى 7 مناطق عسكرية والتي كانت مسبقاً 5 مناطق وتغيير مكان قيادة المنطقة المركزية من العاصمة صنعاء إلى محافظة ذمار ، وتضمنت الهيكلة تشكيل مجلس عسكري استشاري للقائد الأعلى للقوات المسلحة  واستحداث مناصب عليا في الجيش ووزارة الدفاع كمنصب المفتش العام للقوات المسلحة ونائب لرئيس هيئة الأركان العامة واربعة مساعدين لوزير الدفاع، وتشكيل خمس هيئات في رئاسة هيئة الأركان العامة.
في 6 أغسطس 2012 قضت قرارات بإنشاء تشكيل الحماية الرئاسية وإلحاق ألوية من الفرقة والحرس إلى قيادة المناطق العسكرية العاملة فيها ، وفي 19 ديسمبر أعيد تشكيل القوات المسلحة وإنشاء تشكيل الاحتياط الإستراتيجي وإلغاء الحرس الجمهوري والفرقة الأولى مدرع، وقضت قرارات في 10 أبريل بتعيين علي محسن الأحمر (قائد الفرقة الأولى مدرع سابقا) والذي أعلن تأييده للثورة الشبابية بتعيينه مستشار للرئيس، بينما أستبعد أحمد علي عبد الله صالح (قائدالحرس الجمهوري اليمني سابقا) والنجل الأكبر لعلي عبد الله صالح من أي منصب عسكري وعين سفيراً لدى الإمارات. فيما عين طارق محمد عبد الله صالح (قائد الحرس الخاص سابقاً) سفيراً في ألمانيا ومحمد علي محسن الأحمر (قائد المنطقة الشرقية سابقاً) ملحق عسكري في سفارة اليمن فيقطر، وعمار محمد عبد الله صالح (وكيلالأمن القومي سابقاً) ملحق عسكري في سفارة الجمهورية في أثيوبيا، وهاشم عبد الله بن حسين الأحمر ملحقاً عسكريا ً في سفارة اليمن لدى السعودية، وتضمن القرار 17 لسنة 2013 تعيين قائد جديد لمجموعة الصواريخ التابعة لالقوات الخاصة اليمنية وتغييرات في العديد من الألوية والمناصب العسكرية المختلفةللإطلاع على نص القرار (وصلة خارجية)
وقالت هيومن رايتس ووتش إن قيام الرئيس هادي في بإزاحة شخصيات على صلة بالانتهاكات من القيادة العسكرية أحمد علي عبد الله صالح وعمار محمد (وكيل الأمن القومي سابقاً) وطارق محمد عبد الله صالح (قائد الحرس الخاص سابقاً)، يمثل خطوة مهمة في المرحلة الانتقالية في اليمن بعد الثورة. ولكن تعيينهم في مناصب من شأنها أن تمنحهم الحصانة الدبلوماسية، يعد من بواعث القلق  حيث قالت هيومن رايتس ووتش أنها وثقت أدلة على انتهاكات جسيمة لحقوق الإنسان تورطت فيها القوات الخاضعة لقيادة هؤلاء الرجال الثلاثة، بما في ذلك الاعتداءات على المتظاهرين والاعتقال التعسفي والتعذيب وأعمال الاختفاء القسري.
وقضى القرار 21 بتخصيص مقر معسكر الفرقة الأولى مدرع (سابقاً) بالعاصمة صنعاء ليكون حديقة عامة تسمىحديقة 21 مارس 2011  وهو تاريخ انضمام علي محسن الأحمر للثورة الشبابية.
وفي خطوة لتقوية وزارة الدفاع قضى القرار رقم 16 لسنة 2013 بتشكيل احتياط وزارة الدفاع بقيادة «علي علي الجائفي» من الألوية التالية (اللواء الرابع مدرع -اللواء السابع مشاة - اللواء 62 مدرع - اللواء 63 مشاة - اللواء 83 مدفعية - اللواء 102 مشاة)، حيث تكون مقر قيادة التشكيل الجديد في «معسكر 48» والذي كان مقر لقيادة ما كان يسمى بالحرس الجمهوري بحيث يتبع الاحتياط وزارة الدفاع والأركان العامة، ويستخدم للقتال بقرار من القائد الأعلى للجيش.

## وصلات خارجية
- موقع ثورة اليمن
- موقع شبكة رصد اليمنية  على فيسبوك.
- نص اتفاق نقل السلطة كما ورد في المبادرة الخليجية...
- مقطع على اليوتيوب يظهر أحد الاعتصامات اليمنية الطريفة في ساحة التغيير بصنعاء: اقتراحات الرئيس والرد هو الشعب يريد إسقاط النظام.. على يوتيوب.
- مقال تفصيلي عن الجيش اليمني وعن الضباط المنضمين للثورة والضباط المؤيدين للرئيس...
- قائمة بأسماء العائلة الحاكمة في اليمن والمناصب التي يتقلدونها خلال هذه الثورة...